# Nagus historia
Nagus historia beskrivs utförligt i de två böckerna Nagu sockenhistoria I och Nagu sockenhistoria II. Den här sidan behandlar Nagus historia från medeltid framåt och har byggts upp kring en stomme av sammanfattade kapitel i den sistnämnda boken, skriven av Johanna Aminoff-Winberg.

## Byar och hemman

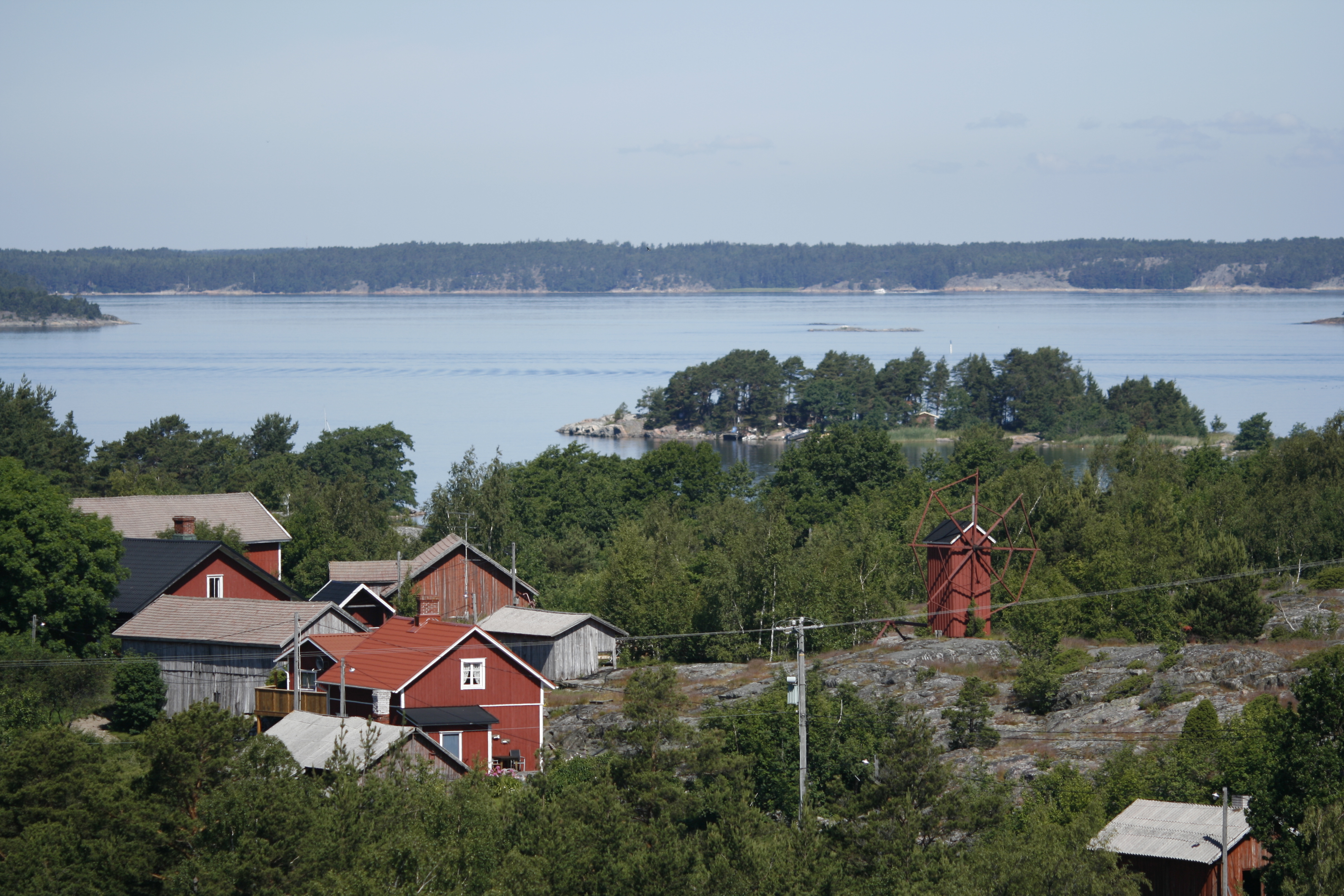
Stenskär, Nagu

I jämförelse med andra gamla socknar i Åboland har Nagu haft relativt små byar, t.o.m. ”byar” med endast ett hemman. För Naguborna har havet under flera århundraden gett en fast inkomst. I första hand fisket och sedan sjöfarten har tryggat befolkningens möjligheter att leva och verka i den karga skärgården.
Nagu socken växte fram redan före 1500-talet, men först från och med 1540-talet finns s.k. jordeböcker bevarade. I Åboland kan sockenindelningen härledas åtminstone till 1200-talet, Den gamla kyrksocknen motsvarade stort sett det område som senare blev Nagu kommun, men i vissa fall har gränserna mellan grannsocknarna justerats och vissa öar förts över på en annan socken. År 1540 räknades 63 byar och 221 hemman i Nagu.
Hemmanen indelades på den här tiden i tre olika kategorier: skatte-, krono- och frälsehemman. På skattehemmanet hade bonden en ärftlig rätt till gården, men kronan hade rätt att uppbära skatt på avkastningen. Hemman som inte klarade av att betala skatt övergick i kronans ägo och blev kronohemman. De hemman som lydde under adeln benämndes frälsehemman. I Nagu ledde utvecklingen till att det under 1500-talet fanns skattebönder, under 1600-talet frälsebönder och under 1700-talet kronobönder.

### Frälsehemman

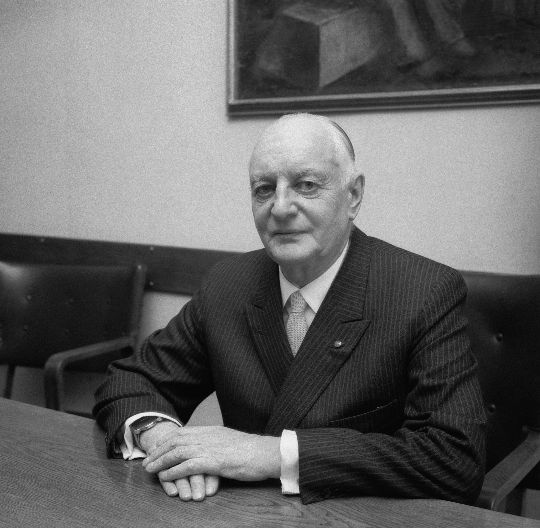
På 1900-talet ägdes Högsar gård av bland andra Wilhelm Wahlforss, verkställande direktör för Ab Wärtsilä Oy.

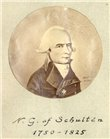
Nathanael Gerhard af Schultén från Prostvik i Nagu var matematiker och astronom.

Till frälsegodsen i Nagu räknades Thoras, Käldinge, Vikom, Prostvik och Högsar. Dessa storgods hade torp på holmar eller i strandbyarna. Också andra hemman, eller rentav hela byar, har i tiderna ägts av adelsmän. Till exempel Grännäs by var frälse och ägdes till hälften av Erik Fleming, Gustav Vasas betrodde man i Finland.
Förändringarna från skatte- till krono- och frälsehemman under 1600-talet berodde på att det blev allt vanligare att hemman gavs som förläningar till adeln.
Den förste betydande förläningstagaren i Nagu under 1600-talet var generalguvernören friherre Nils Bielke.
Den siste var fältmarskalken greve Arvid Wittenberg, som hade 35 hemman i Nagu, vilket år 1655 motsvarade 20 % av den produktiva jorden i Nagu. Wittenberg ägde hemman i Mattnäs, Risis, Tackork, Sydänperä, Antböle, Vikom och på Högsar ägde han hela sju hemman. Han fick dessutom i Qviflax gårdarna Vestergård och Grannas i förläning.
Wittenberg lät i Vikom år 1655 uppföra ett nytt stort hus och gården benämndes säteri, en term som användes för att beskriva det frälsegods där innehavaren hade sin bostad. Wittenberg dog dock i Polen år 1657 och bosatte sig aldrig på Vikom. Gården förföll och användes som ladugård tills sonen Leonard Johan (även: Lennart Johan) Wittenberg lät rusta upp den, men inte heller han bosatte sig på Vikom och det planerade säteriet blev en parentes i Nagus historia. Nuvarande Vikom gård står på en annan plats i samma by och är uppförd långt senare.
Andra som innehade frälsehemman i Nagu var Richard Rosencrantz och Jöns Rosenschmidt. Jöns Rosenschmidt (född Smith, adlad 1640) var major och ägde hemman i Druckis, Mattnäs, Böle, Grännäs, Galls, och Krok samt på Berghamn. Han var gift med Arvid Wittenbergs syster, Margareta Wittenberg, som efter mannens död erhöll flera stora gårdar: i Mattnäs, Piparby och Selmo samt på Berghamn, Käldö och Lökholm.
Richard Rosencrantz af Granhammar (född Isaksson) var överste och ståthållare. Han erhöll år 1612 Högsar och tre hemman i Thoras i förläning. Thoras ägdes av släkten Rosencrantz fram till 1684 då gården övertogs av befallningsman Mikael Claesson. Högsar hade Rosencrantz fått i pant för ett lån till kronan, men de olika hemmanen på ön kom senare att ägas av flera andra, bl.a. Arvid Wittenberg (se ovan.) Högsar hade nämnts i Birger Trolles skatteräkenskaper för Åbo slotts så tidigt som 1464 och öns hemman gavs som förläningar upprepade gånger fram till 1800-talet. Högsar gård hade år 1690 bildats genom en sammanslagning av en del av hemmanen på ön och på 1840-talet gjordes ytterligare en större sammanslagning. Högsar gård ägdes efter detta i sex generationer fram till år 1894 av familjen von Haartman och var den största gården i Nagu. Senare ägare av Högsar gård har varit släkterna Schauman och Wahlforss.
En annan anrik gård i Nagu är Käldinge. Käldinge säteris karaktärsbyggnad är från år 1766 och hör till de äldsta husen i Nagu. Käldinge var (vid sidan av ett reducerat säteri i Kivis) det enda frälsesäteriet i Nagu socken. Käldinge ägdes under 1500-talen av släkterna Starck och Munck af Fulkila och under följande sekel av familjerna Ille och Giös. Då Gustaf Adolf Finckenberg  gifte sig med Brita Katarina Giös år 1698 kom Käldinge gård i den Finckenbergska släktens ägo. Den ägdes i fem generationer av släkten, som även vid det här laget ägde Vikom, Hangslax och några andra gårdar i Nagu.
Även Thoras gård som sedan 1684 hade tillhört släkten Claesson kom genom ingifte att höra till de Finckenbergska gårdarna. År 1778 hade Petter Claesson löst in Thoras av sin mor och sina syskon. Thoras var vid det här laget säterirusthåll. Petters syster gifte sig dock med Gustav Adolf Finckenberg 
och Thoras övergick i den släktens ägo tills den köptes av Karl Ludvig Lindberg år 1867.
De adliga släkternas och de större gårdarnas historia i Nagu flätas in i varandra genom giftermål. Släkterna Finckenberg, af Schultén och von Haartman intar alla en framträdande plats i Nagus historia under 1700–1800-talen. 
Jacobina Theodora Finckenberg från Käldinge gifte sig med Nathanael Gerhard af Schultén från Prostvik. Prostvik hade varit ett enda hemman i flera hundra år då byn vid arvskiftet efter dem delades i Söderby och Norrby på 1820-talet. Sonen Otto Reinhold af Schultén, hovrättspresident, senator och friherre, blev ägare till Prostvik Norrby. Prostvik Söderby ägdes genom ingifte å sin sida åren 1860–77 av Karl Daniel von Haartman
från Högsar gård. Prostvik Söderby gick vidare i den von Haartmanska släktens ägo.
Den ”Finckenbergska eran” i Nagu upphörde i och med att arvtagerskan Margareta Elisabet Charlotta Finckenberg på Käldinge gifte sig med sjökapten Julius Fogelberg.

### Torp
Fram till 1700-talet var det förbjudet att bilda torp på kronojordar och oskiftad jord. På detta sätt kunde adeln utnyttja all extra arbetskraft för sina egna behov. Ett undantag utgjorde soldattorpen. Att inneha ett soldattorp medförde ingen arbetsskyldighet. I den åboländska skärgården skedde en aktiv torpbildning på 1800-talet. Skärgårdstorparna var framför allt fiskare med endast små åkrar där främst potatis odlades. Fisket bedrevs utanför byarnas egentliga fiskeplatser eller vid mera avlägsna kronoskär. Välmående torpare kunde äga kreatur och till och med skeppsandelar. På Högsar var många torp så stora att de måste hålla egen dräng som hela tiden gick i gårdens arbete tillsammans med torparen. Det förefaller som om torparen i skärgården i många fall hade det avsevärt mycket bättre än torparna i det inre av Finland. År 1898 uppgavs att det fanns 86 torp i socknen. Torpen låg i så gott som alla byar. De byar som hade flest torp var Vikom, Högsar, Prästgården (Kyrkbacken) och Thoras.
I och med den så kallade torparlagen 1918 fick de torpare och backstugusittare som innehaft sina hemman i minst fem år rätt att lösa in sin arrendejord. Detta hade man rätt till oberoende av jordägarens vilja, något som var helt främmande för det övriga Västeuropa. Merparten av utbrytningen av torp och backstugor pågick i Nagu under 1920-talet. Totalt bröts 52 torp och 162 backstugor ut.

### Storskiftet och dess betydelse

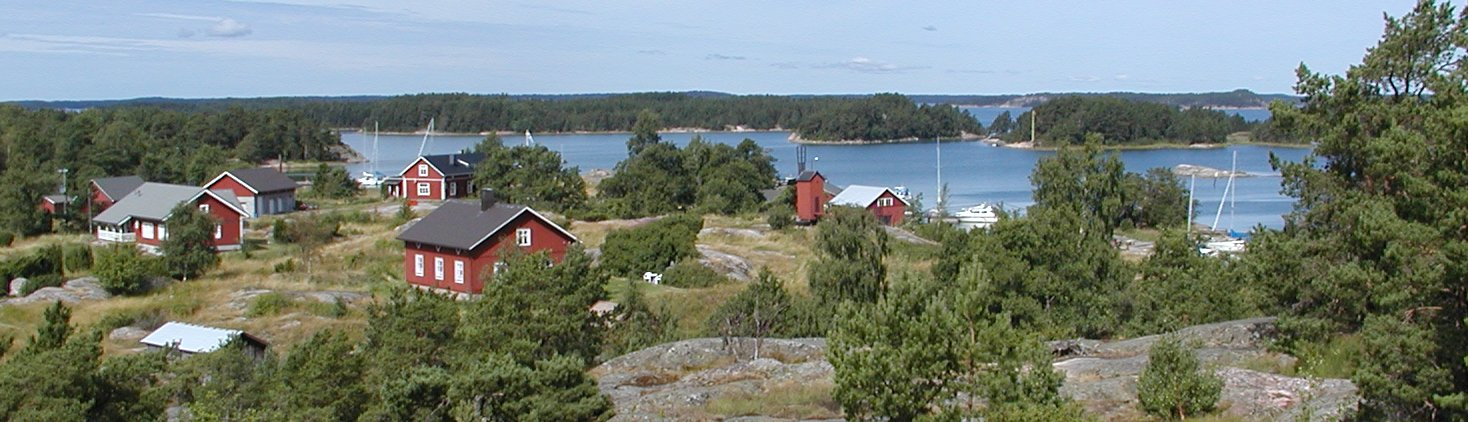
Gullkrona var den sista byn där storskiftet genomfördes i Nagu. Det skedde år 1926.

I Nagu genomfördes storskiftet byavis. Proceduren blev utdragen då man först skiftade åkrarna, därefter ängarna och slutligen skogen. Betesmarkerna var länge samägda och alla byns kreatur betade under övervakning av en person. Också lövbrytningen var gemensam. Av al, björk och hassel gjordes kärvar som sedan delades för att användas som vinterfoder åt framförallt fåren.
Den första byn som genomförde storskiftet var Högsar år 1761. Andra byar som genomförde skiftningen redan under 1760-talet var Korsnäs, Piparby, Mattnäs och Laggarnäs. På 1770-talet skiftades Biskopsö, Käldö, Tackork, Väcklax, Krook och Prostvik. Följande decennium stod Grännäs, Gyttja, Haverö, Sommarö, Pensar, Sandö, Finby, Kirjais, Koum, Qviflax, Mielis, Poutuis, Strandby, Jälist, Risis och Sydänperä i tur. Under 1790-talet skiftades Selmo, Nötö, Antböle, Dalkarby, Innamo och Hangslax. I början av 1800-talet genomfördes storskiftet i Böle, Druckis, Lökholm och Simonby. Först mer än hundra år efter det första storskiftet skiftades ägorna i Samslax, Berghamn och Kivis. Det sista storskiftet genomfördes på Gullkrona år 1926.

## Näringar

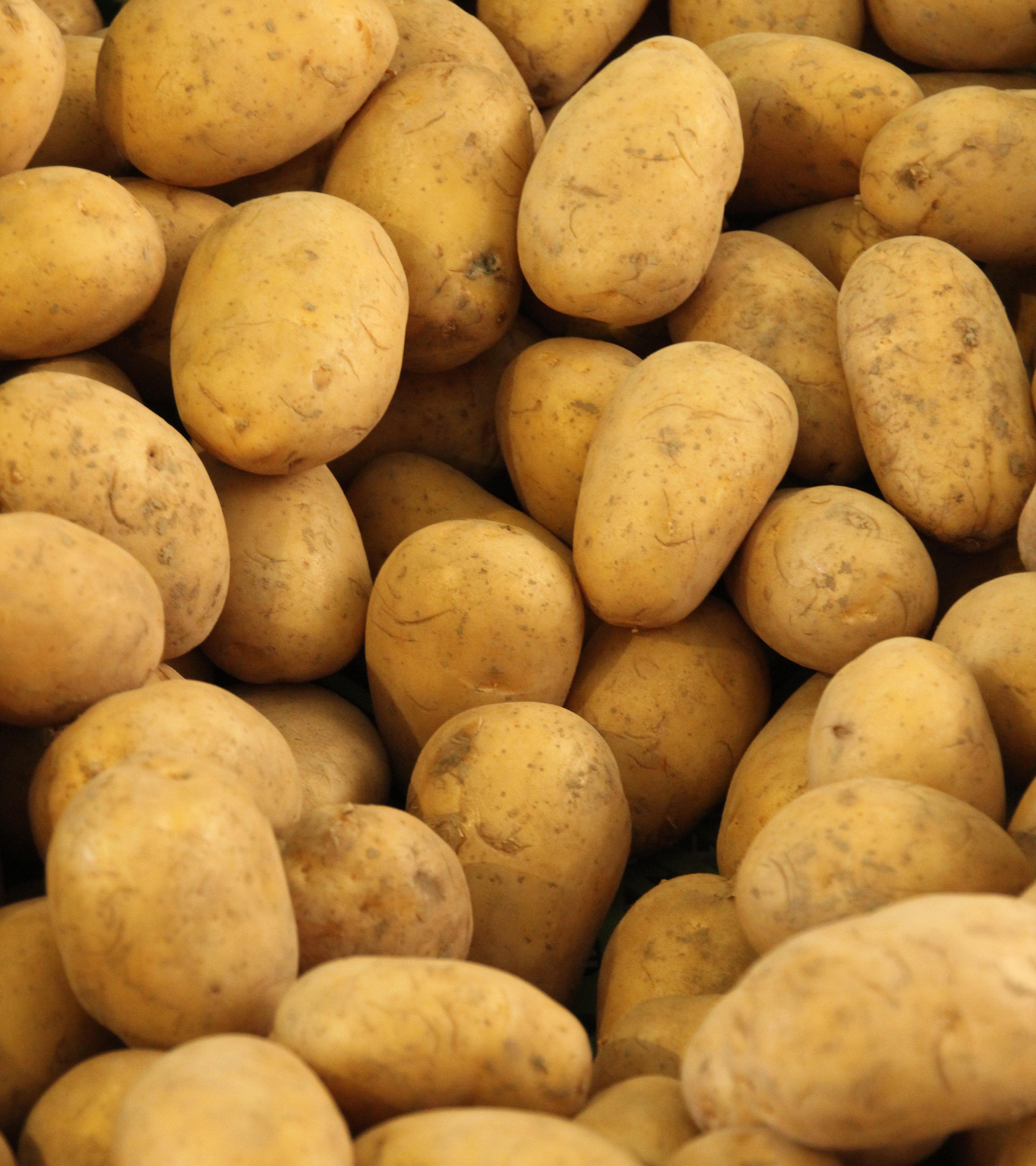
Under 1800-talet blev potatisen en vanligare gröda i Nagu vid sidan av säden. Klimatet och den sandhaltiga jordmånen lämpar sig bra för potatisodling. Sedan slutet av 1900-talet har Nagu varit känt för sin nypotatisodling, något som bland annat uppmärksammas under den årliga nypotatisfestivalen i juni.

### Jordbruket
Nagu har ett klimat som lämpar sig väl för jordbruk. Sommarfroster är sällsynta och höstarna är ofta långa och varma. Vårarna kan vara besvärliga på grund av torka, men allmänt taget har man alltid kunnat bruka jorden längre tider i Nagu än i andra delar av landet. Samtidigt har det alltid funnits områden som inte alls lämpat sig för jordbruk och åkerarealerna kunde variera kraftigt mellan byarna. Uppgifter om åkerarealerna på 1500-talet är osäkra, men man vet med säkerhet att de största åkrarna i Åboland fanns i Prostvik i Nagu. Byn hade en åkerareal om drygt 90 hektar. Endast några få andra byar i Egentliga-Finland var lika stora. Högsar var näststörsta by med 47 hektar, följt av Finby och Vecklax på 38 hektar var. Till de minsta byarna hörde Spink, Strandby, Såris, Ernholm och Klobbnäs med fem hektar var.
År 1571 registrerades 215 bönder i Nagu. Råg och havre var de mest odlade sädesslagen. Under 1600- och 1700-talen odlades även rovor och hampa, tills man övergick till att importera den senare i slutet av 1700-talet. På grund av sina många skutor var Naguborna ständigt i behov av hampa. Enligt en medeltida landslag var det också lag på att odla humle som uppbars som skatt.
Under 1800-talet blev potatisen allt vanligare. Den lätta sandblandade jordmånen ute i skärgården var speciellt lämpad för potatisodling. Frostfaran var minimal och ett välgödslat potatisland gav rika skördar trots att mängden utsäde inte var så stor.
Sockerbetan introducerades i Nagu år 1899 men kom att bli vanlig först under 1900-talet. Under 1990-talet låg den sammantagna arealen för sockerbetsodling kring 120 hektar, för att nu ha gått tillbaka till att vara en försumbar odlingsväxt.
I slutet av 1800-talet var Högsar gård den största herrgården. Andra stora gårdar var Grännäs, Käldinge, Prostvik, Thoras och Väcklax.

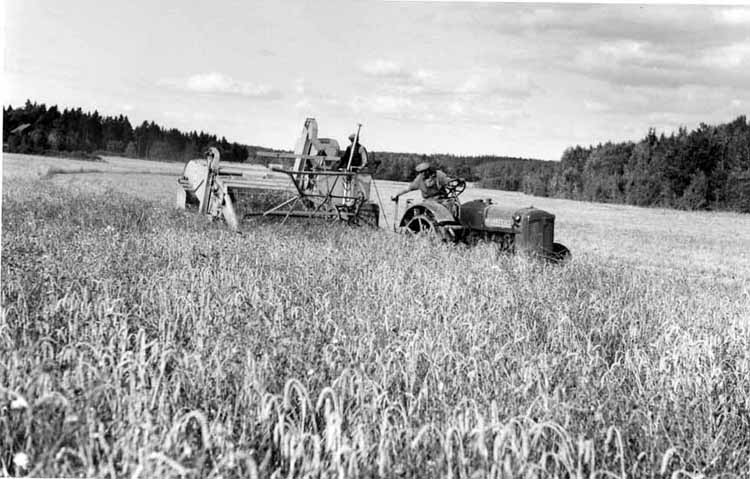
Skördetröska, 1950-tal.

1900-talet kännetecknades av mekaniseringen och det ökade antalet jordbruksmaskiner som förändrade arbetet i grunden. Traktorn började användas i Åboland mot slutet av 1940-talet, men den maskin som kanske mer än någon annan ersatte mans- och hästarbete var skördetröskan. Skördetröskan utförde på en dag ett arbete som tidigare utsträcktes över ett par veckor och krävde dagsverken av 10 liekarlar, 15 bindare och 20 tröskare med slaga, för att inte tala om arbetet med körandet av säden från åkern till rian och rensandet av den tröskade säden. När skördetröskan introducerades förkortades flera veckors arbete till en dag.

### Mejerinäringen

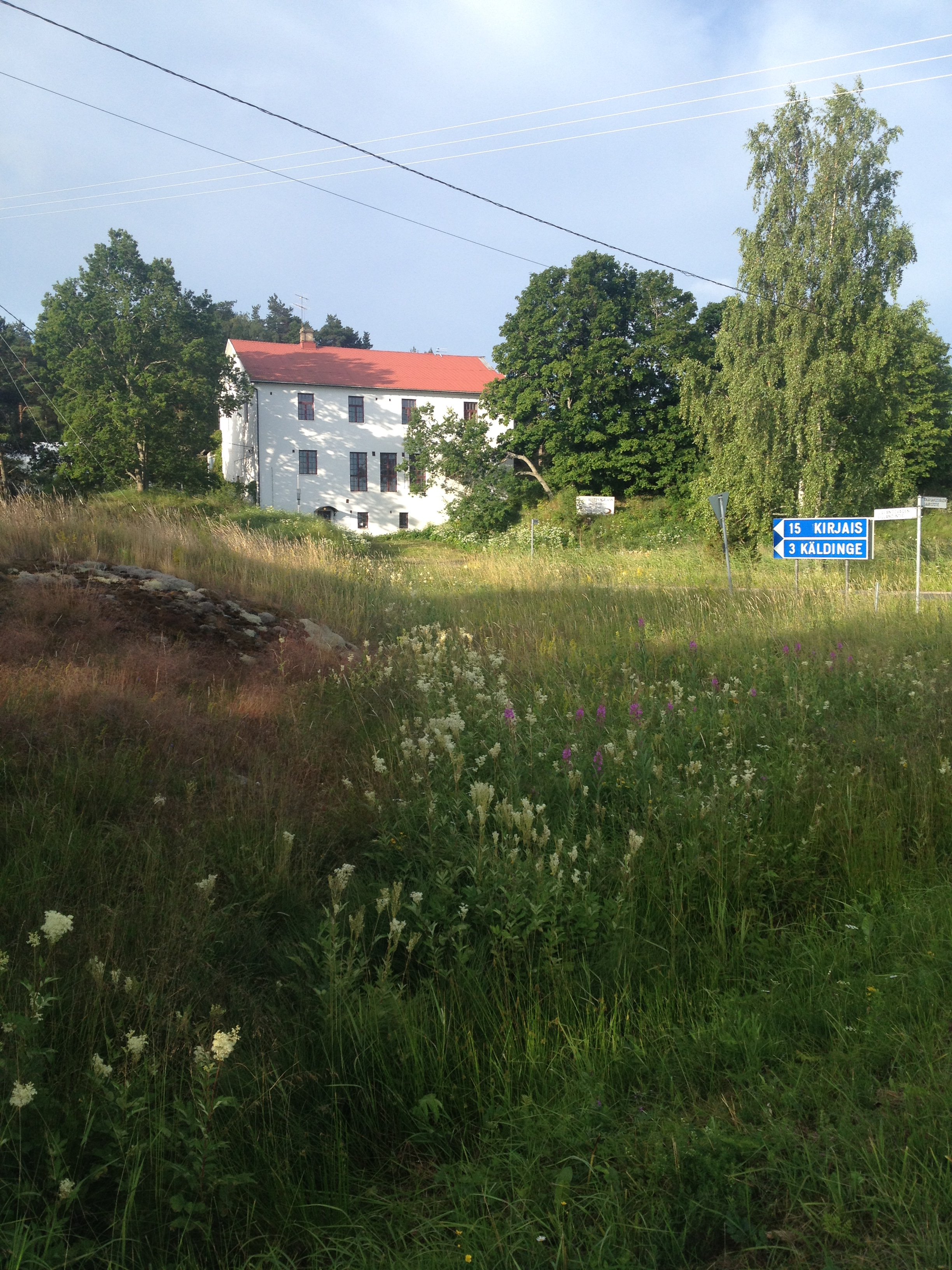
Nagu Lillandets andelsmejeris byggnad från 1944 står intill Skärgårdsvägen i Hangslax. Huset är i dag privat bostad.

Nagu hade en av de största nötboskapsstammarna i Åboland. Intresset för mjölkproduktion och avelsarbete var stort under slutet av 1800-talet. År 1884 grundade forstmästare Alfred Mikael von Haartman ett mejeri på Högsar gård. Verksamheten fortgick till år 1952 och mejeriet kom att bli känt för sin grädd- och kryddost som bland annat såldes i Helsingfors, Åbo och Mariehamn. När osttillverkningen var som störst uppgick den till 15 000 kg per år.
Andra mejerier i Nagu var t.ex. Nagu Storlands mejeri i Galls (1906–1955) och Nagu Lillandets andelsmejeri m.b.t (1916–18, 1926–61). År 1944 flyttade Lillandets mejeri in i en nybyggnad i Hangslax och verkade där tills verksamheten lades ner år 1961. Den stora vita byggnaden står kvar intill Skärgårdsvägen i Hangslax.

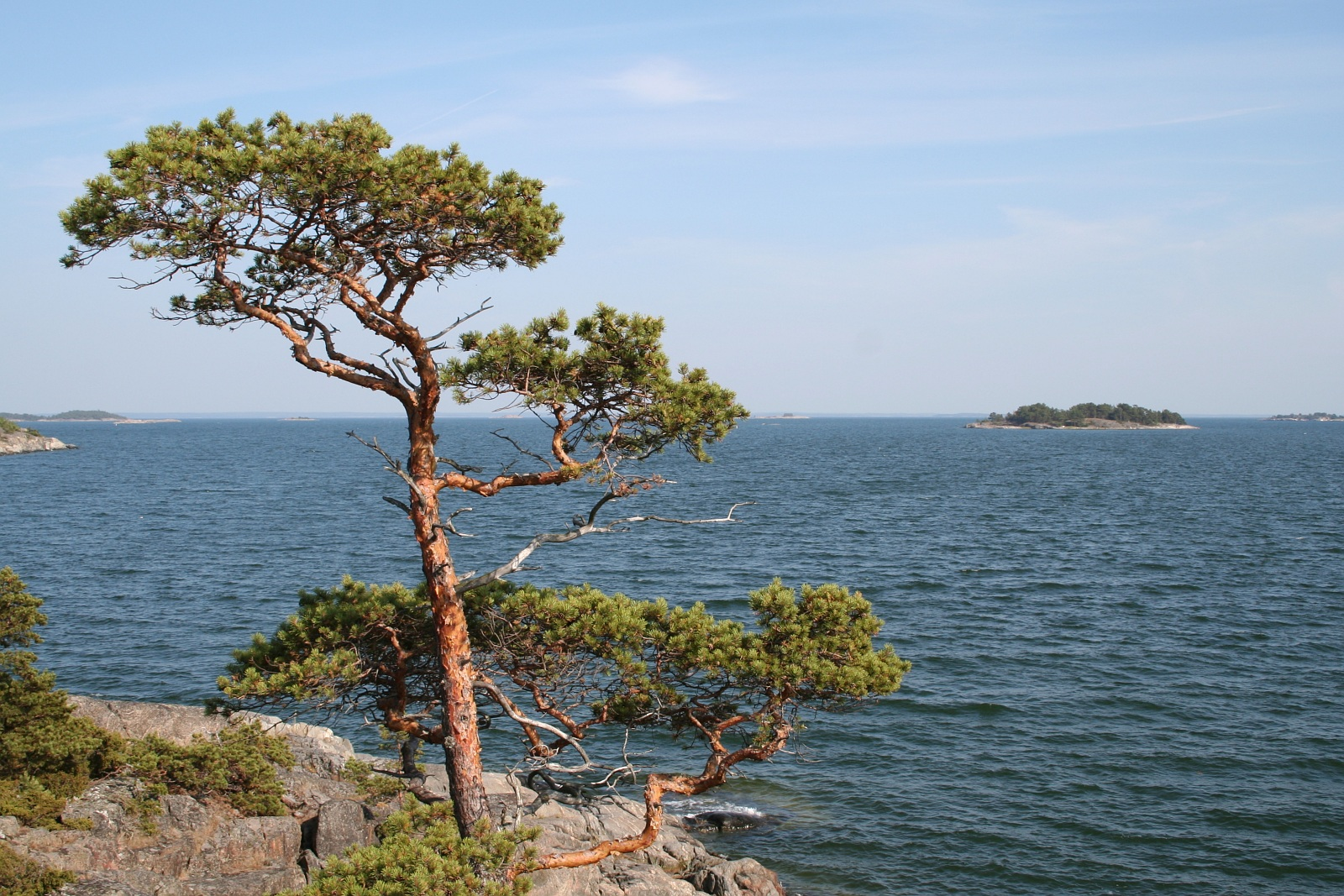
I den yttre skärgården är träden vindpinade och snedvuxna.

### Skogsvård
I den yttre skärgården är skogen i allmänhet vindpinad och snedvuxen, varför den ekonomiska nyttan har varit marginell. Virke var en bristvara och utskärsborna var tvungna att köpa virke till hus, båtar m.m. Senast inför och i samband med stora ofreden under 1700-talets första decennier hade eventuellt bättre timmer huggits ner och använts till fartygsbyggen.
Skogen i Nagu har även senare tidvis exploaterats hårt. Behovet av betesmarker för boskap har varit stort, virke har behövts till husbyggen och ved för uppvärmning. Då bygdeseglationen var omfattande i Nagu betydde det att virke även kontinuerligt behövdes för byggen av större skutor, vilket utarmade skogen. Den återhämtade sig från 1920- och 30-talet framåt, men skogarnas ekonomiska betydelse ökade igen på 1970-talet då efterfrågan på massaved ökade.
Vikom plantskola startade sin verksamhet 1965 och omfattade ca 10 hektar och produktionen ca två miljoner plantor per år. Plantskolan var sommartid en viktig arbetsgivare som sysselsatte ett 30-tal ungdomar varje sommar. Vikom plantskola slutade sin verksamhet år 2000.

### Brännvinsbränningen
I Finland började man bränna brännvin i början av 1600-talet och brännandet blev på hundra år mycket allmänt. År 1698 klagades det i Nagu över att brännvin och tobak såldes så flitigt invid kyrkan att många blev försenade till gudstjänsten. På 1730-talet infördes en brännvinsskatt och fylleri kriminaliserades. År 1772 införde Gustav III en förbudslag som visade sig svår att upprätthålla och som upphävdes 1787 då husbehovsbränning igen tilläts, men endast under vissa månader per år. Den tid på året då förbudet var i kraft samlades alla redskap som behövdes för bränningen in och låstes in i klockstapeln på Kyrkbacken. På Nötö fanns ett annat utrymme, där utskärens brännvinspannor låstes in.
Husbehovsbränningen förbjöds 1866, och 1919 trädde den ryktbara förbudslagen som stadgade totalförbud mot försäljning och nyttjande av rusdrycker i kraft, vilket ledde till att skärgårdsborna slog sig på spritsmuggling. De mötte fartyg ute på internationellt vatten och smugglade spriten till fastlandet i ”torpeder” som bogserades efter båten. Vid torpederna var saltpåsar fästade som när de löstes upp under vattnet frigjorde flöten som steg upp till ytan och visade var spriten låg. Mellanstationer för smuggelspriten fanns bl.a. på Nagu Berghamn, där poliser som deltog i en Marthafest hittade 5000 liter starksprit i en bod. Efter en rådgivande folkomröstning vid nyårstid 1931, den första i Finlands historia, upphävdes förbudslagen följande år, men alkoholhanteringen förblev strikt reglerad och smugglingen upphörde inte helt.

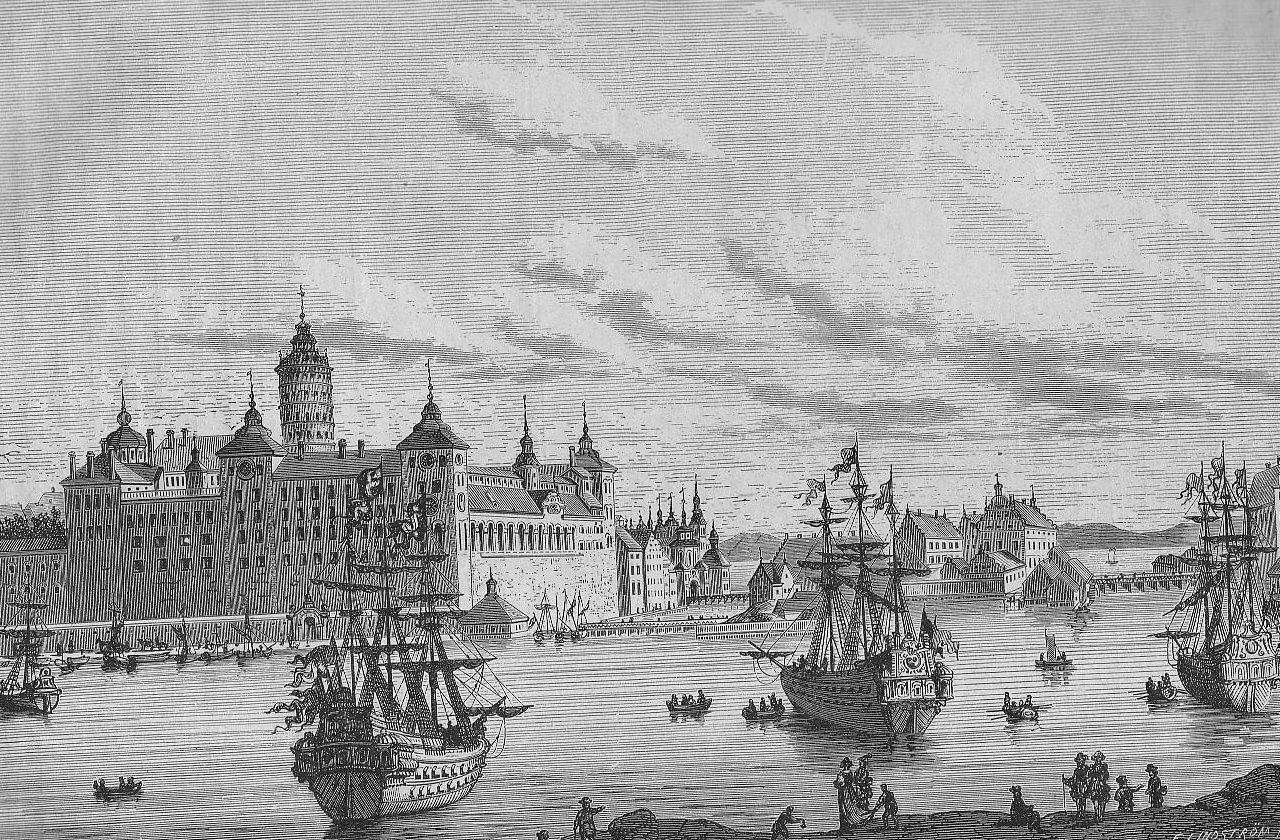
Naguborna sålde mycket fisk i Stockholm under 1600-talet.

### Fisket
Under 1600-talet var det huvudsakligen Tövsala, Korpo, Nagu och Rimito som tillsammans med Kumlinge-Brändö och Föglö-Kökar försåg Stockholm med den fisk huvudstadsborna behövde. Till exempel år 1642 stod ovanstående områden för 87% av all den förtullade saltfisken i rikets huvudstad, vilket betydde att de finländska skärgårdssocknarna stod för 3 gånger så mycket saltfisk som Upplands och Sörmlands kusttrakter tillsammans. Man seglade även till Åbo, Helsingfors och Reval. Lökholm i Nagu var ett centrum för sumpfarten med levande fisk till kuststäderna.
I Nagu fanns endast litet jordbruksjord, vilket ledde till att fisket var den viktigaste näringen i de äldsta tiderna. Ännu under 1700-talet fanns det hemman som betalade alla sina skatter i saltad fisk.
Rätten till de olika fiskevattnen reglerades från medeltiden framåt och omfattade en mängd olika överenskommelser om vem som hade rätt till vilket fiskeskifte och när. För att kunna fiska strömming ute i det yttersta havsbandet uppförde byarna fiskeläge med små kojor på mindre skär nära goda strömmingsvatten. Där kunde man bo i flera veckor.
På vintern drog man not under isen inomskärs. I Nagu kompletterade notfisket seglationen på ett utmärkt sätt, eftersom männen vintertid var hemma, men utan någon försörjning. Till notlagen krävdes många händer. År 1879 kunde man räkna till 17 notar i socknen. Förutom sommarströmmingsnot och vinternot fanns även flytnot som kunde dras om vårarna, genast efter att isarna hade gått. Trots en uppryckning inom notfisket på 1920-talet, då flera nya notlag grundades i Nagu, kom 1900-talet att se en fortsatt minskning i notfisket. Befolkningen i byarna minskade så kraftigt att det inte längre fanns tillräckligt många händer som kunde hantera en vinternot. Den vanliga stora noten var ca 400 meter lång och 35–40 meter djup. Efter Fortsättningskriget fanns det följande notlag kvar i Nagu: Kirjais, Innamo, Mielis, Finby, Käldö och Haverö, Sandö, Pensar och Simonby. Varma vintrar med dåliga isar i början av 1970-talet gjorde slut på notfisket. Vid slutet av 1900-talet var endast två notlag ännu verksamma för att sedan helt sluta med verksamheten.
Sommarfisket av strömming ändrade också karaktär under 1900-talet. När motorbåten kom, kunde man göra längre fiskeresor och ändå hinna hem till kvällen. Nya redskap slog ut de gamla strömmingsskötarna och man hade inte längre behov av att bo i fiskelägen på de yttersta skären.
I mitten av 1950-talet spreds trålfisket, som tog över den roll som notfisket hade haft. Käldinge frys Ab grundades 1981 och staten byggde en lossningskaj i Käldinge fiskhamn. Nagu kommun anlade ett mottagningsrum för matfisk. Våren 1982 kunde man räkna in leveranser till fiskhamnen på sammanlagt ca 7 miljoner kg strömming. Antalet trålare i Nagu var 11. År 1999 stod en ny fiskhall färdig i Käldinge. Nybygget var möjligt tack vare stöd från både EU, Jord- och skogsbruksministeriet samt Nagu kommun. Anläggningarna i Käldinge fiskhamn ägs i dag (2019) av det lokala företaget Nauvo Fish Oy. 

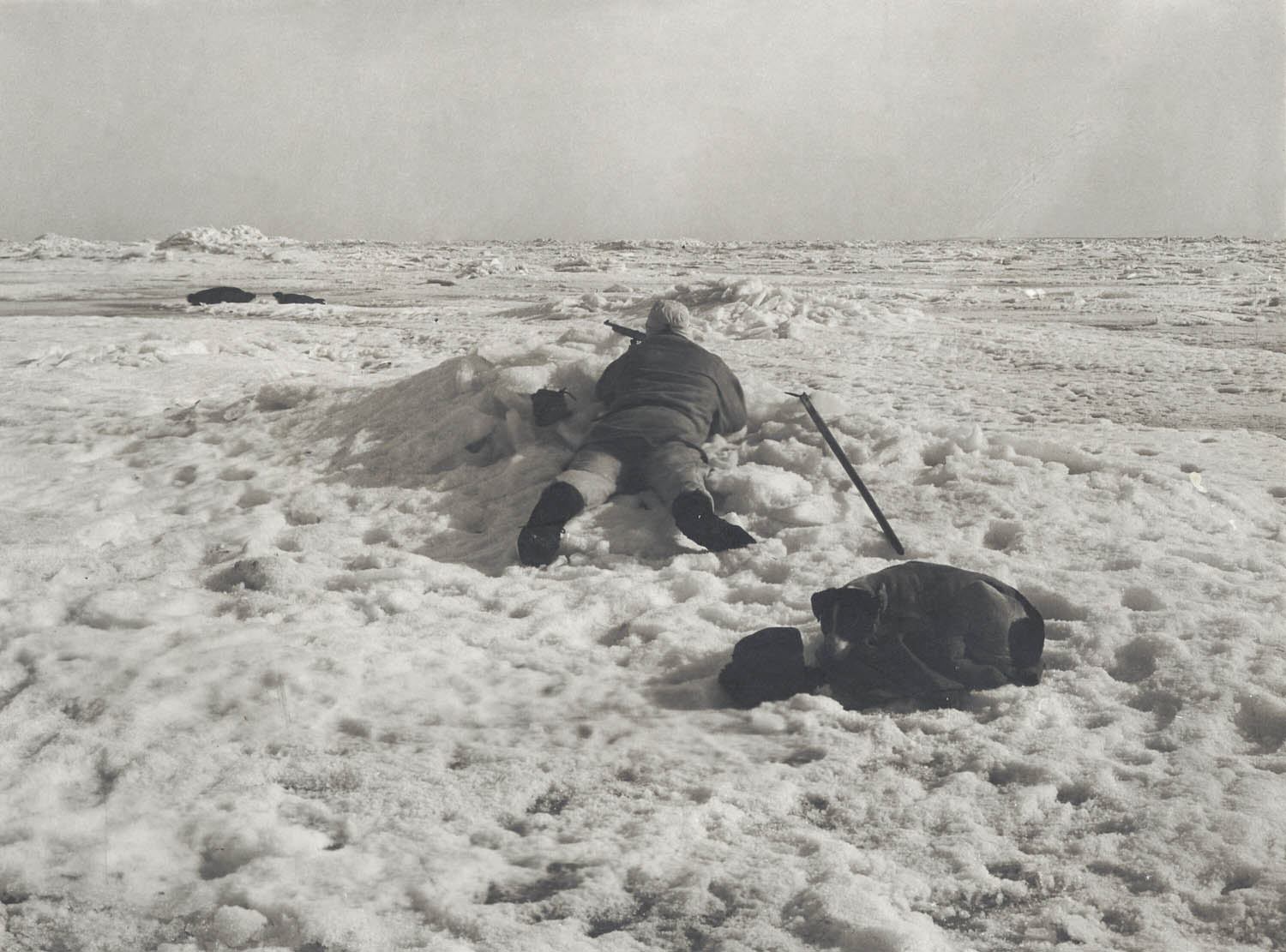
Säljakt

### Sälfångst
I en skärgårdskommun som Nagu var det naturligt att jaga säl. Sälen var ett nyttigt villebråd eftersom så mycket kunder tas till vara. Köttet åt man antingen färskt, saltat eller rökt och av blodet gjordes palt. Skinnet användes till skodon, täcken och fällar i båtar. Späcket smältes till tran som såldes till fastlandet. En gråsäl gav i allmänhet 60–80 kg späck, en vikare 40–50 kg. År 1898 sköts 21 sälar i Nagu, men till exempel på en gemensam jaktfärd i början av 1900-talet fick Borstöborna ett byte på över hundra sälar.
Jakten på säl upphörde när gråsälen fridlystes år 1982. År 1999 tilläts jakt igen, men i mycket begränsad skala. Nagu fick licens på en säl.

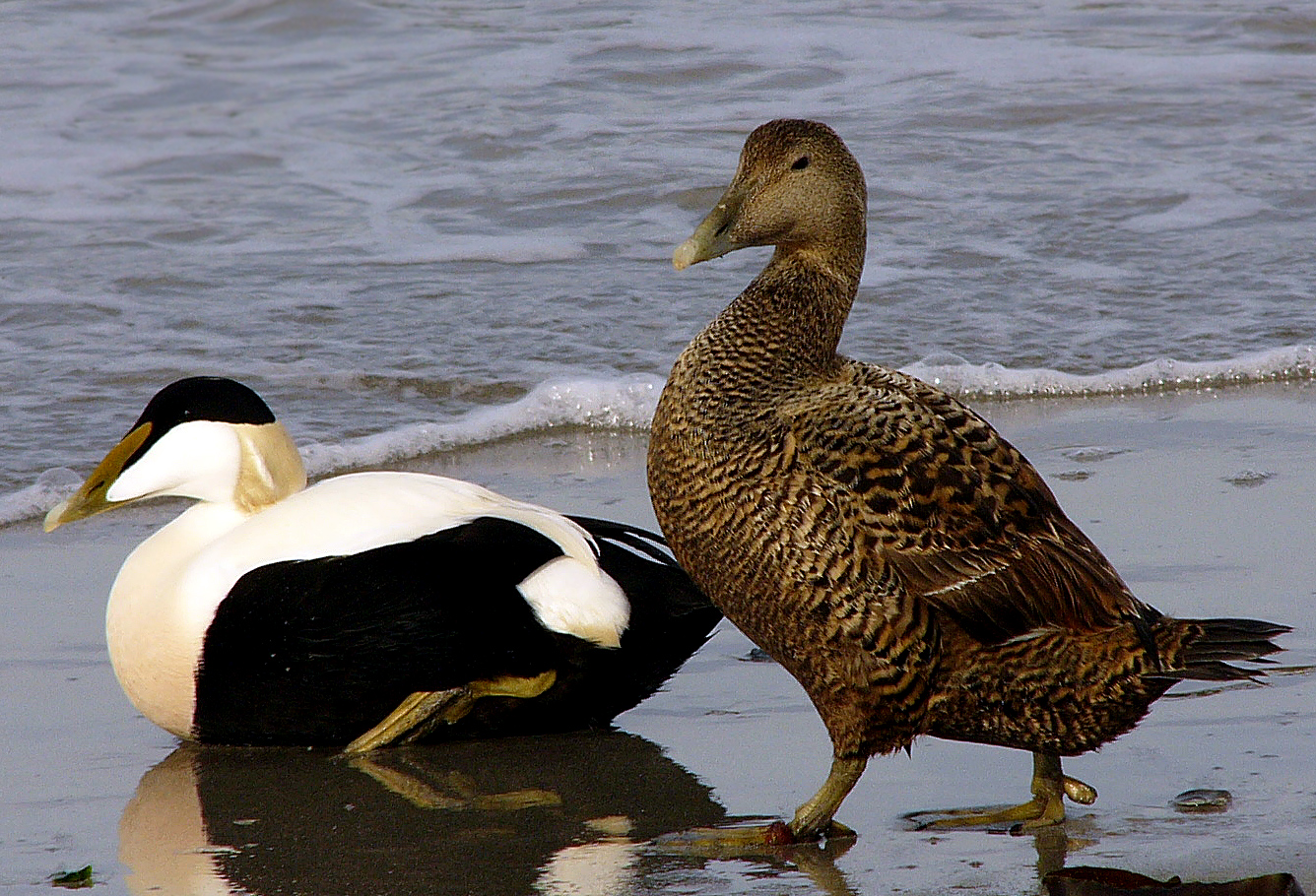
Ejder. Vårjakten på sjöfågel var en viktig jakt och tradition i skärgården.

### Vårjakt på sjöfågel
Vårjakten på sjöfågel var en månghundraårig tradition i skärgården. Under långa tider innebar fågelskyttet på våren ett välkommet tillskott då vinterförråden började tryta. De plockade och rensade fåglarna saltades ner i stora tunnor. Där höll de sig till och med upp till ett år. På Borstö Norrgård brukade man salta ner en halv tunna gudingar, alltså ejdrar, och en hel tunna (ca 100 kg) alfåglar. Det var vanligt att man åt fågel till söndagsmiddag. Sjöfågeln gav även andra viktiga produkter som dun och ägg. Ejderns stora ägg var speciellt eftertraktade.
Senare levde traditionen med vårjakt kvar, men den ekonomiska nyttan minskade. Jakten betraktades som en viktig tradition för skärgårdskulturen och själva upplevelsen sågs som något som var värt att bevara. År 2005 stoppades vårjakten helt under något år på grund av Europeiska Unionens fågeldirektiv, men ett undantag gjordes för Åland, där jakten återupptogs i begränsad skala år 2011. Framtiden för vårjakten är osäker även på Åland.

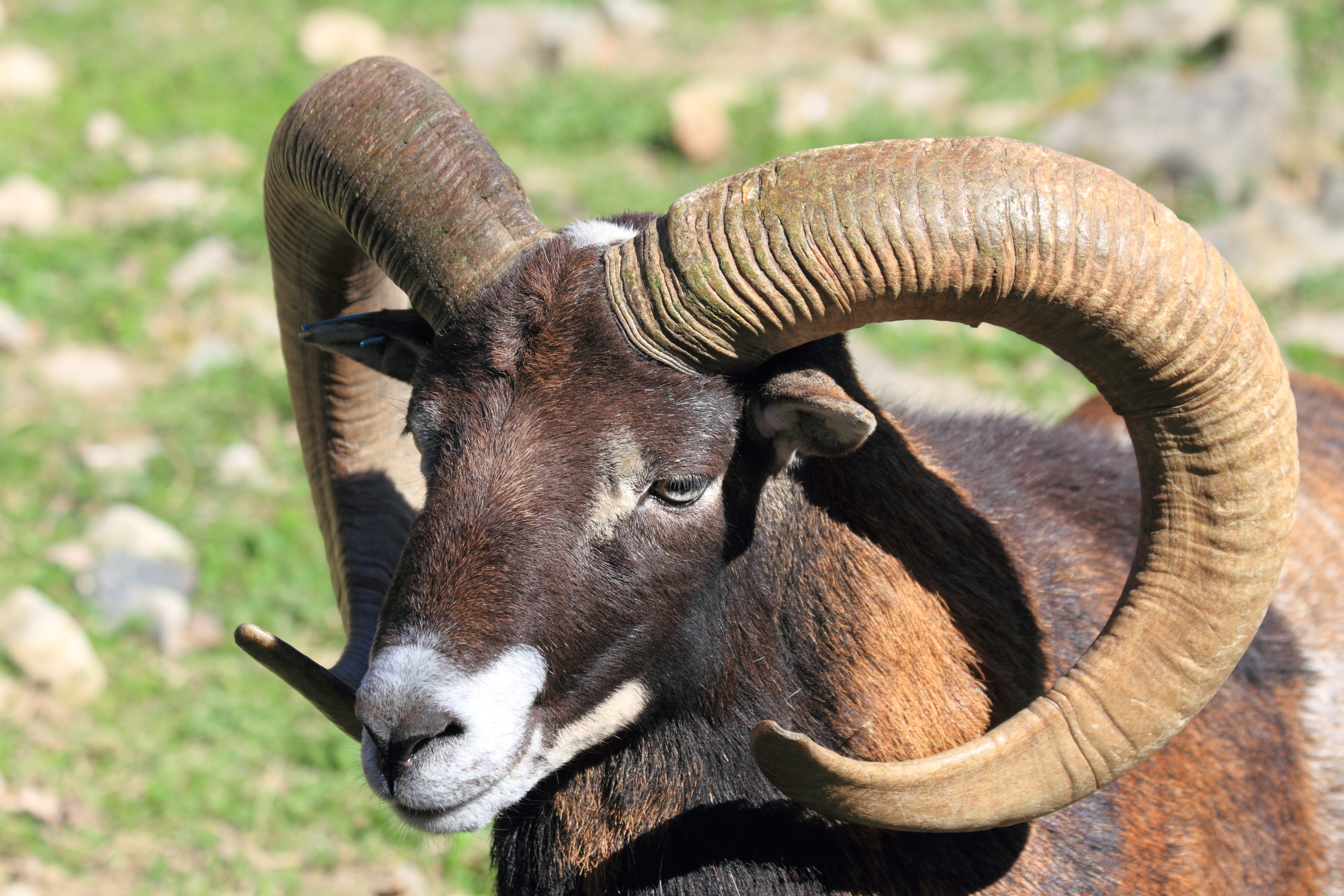
I Nagu jagas förutom den traditionella älgen, hjortar och rådjur även mufflonfår som planterades in på ön Högsar på 1990-talet.

### Jakt på storvilt

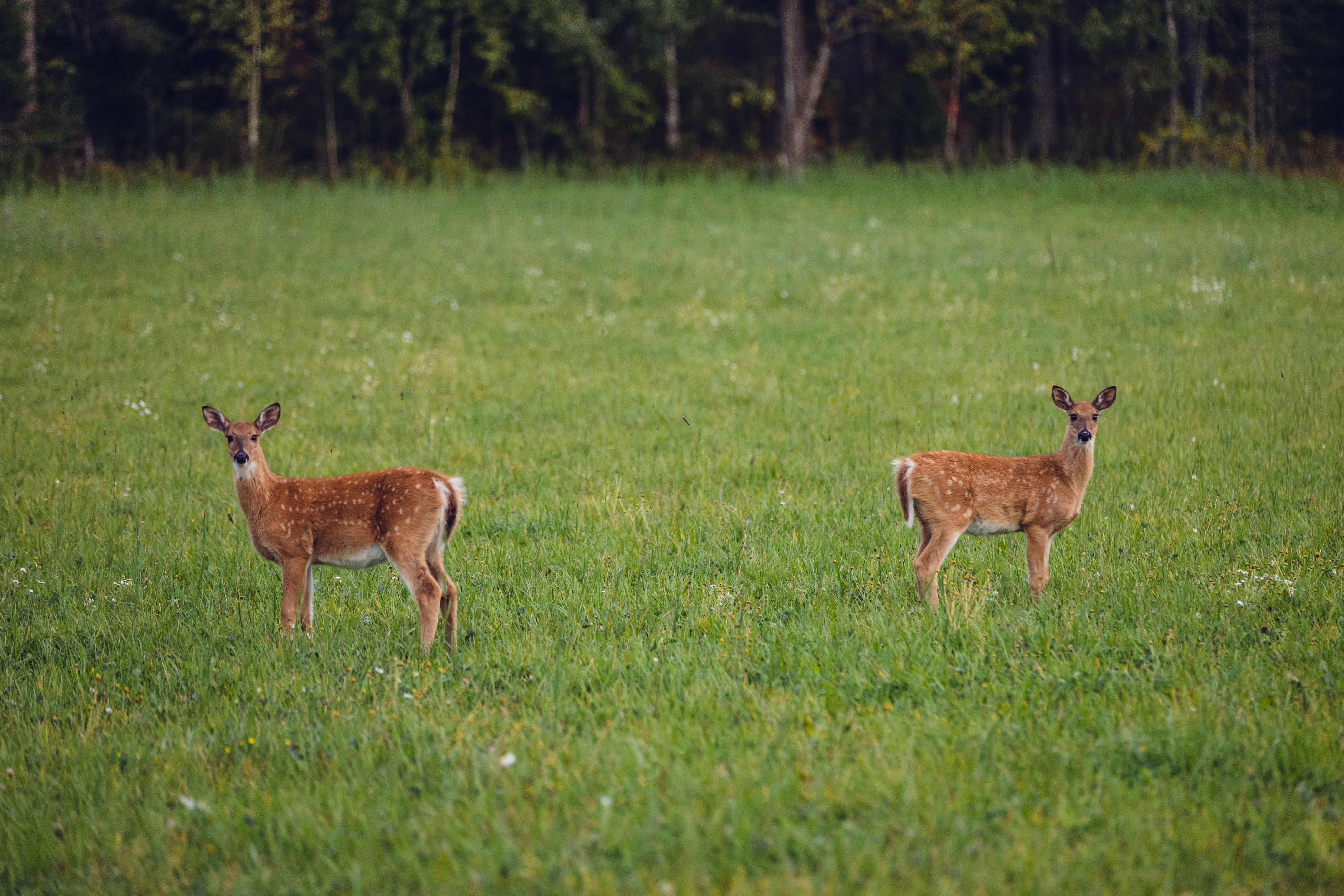
Dovhjort 2019.

Älgen var fram till 1900-talet en sällsynt företeelse i skärgården och under första världskriget var jakten på älg så intensiv att djuret igen nästan helt försvann från Naguöarna. Jakten har sedan igen varit tillåten från 1930-talet framåt. I dag finns det fem jaktlag i Nagu som har tillstånd att fälla älg.
I Nagu finns även stammar av vitsvanshjort som inplanterades år 1968, av rådjur som spritt sig till öarna från Åland och av dovhjortar som inplanterades på Högsar under 1980-talet. På Högsar och några närliggande holmar lever också inplanterade mufflonfår.

## Sjöfart

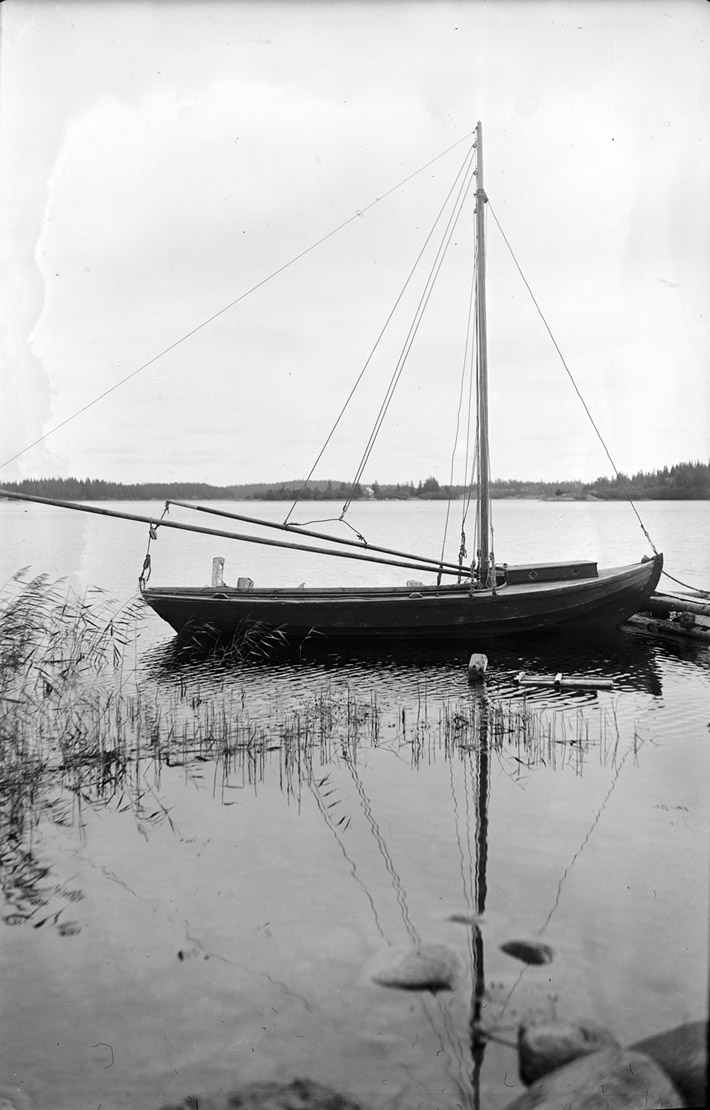
Storbåt. (Denna bild tagen i Houtskär)

### Bondeseglationen
Naguborna började tidigt idka seglation på både Stockholm, Mälardalen och Reval. Allmogen hade rätt att segla sina egna varor till marknader och städer och kunde då idka byteshandel. Skepparen Thomas Avelsson från Mielis finns antecknad i ett protokoll i Stockholm daterat 1477 och uppgifter från Reval från 1526 nämner Naguborna Erik Larsson från Kopparholm och Jöns Klementsson från Berghamn.
Bondeseglationen var ett hot för den handelspolitik som myndigheterna bedrev. År 1617 infördes skärpta bestämmelser. Endast de skärgårdsbor på Åland, i Korpo, Rimito, Tövsala, Nagu, Kimito och Tenala som livnärde sig på fiske, sälfångst, fågelfångst och boskapsskötsel fick hädanefter segla med egna produkter till alla kuststäder i Finland, Estland, Ingermanland samt till Stockholm. Bönderna visste att de fick bäst betalt i Stockholm, eller Storbyn som staden kallades i Nagu, och därför seglade man oftast dit. I Stockholm såldes fisk, smör, ost, ägg, kött och fläsk, stövlar, nötter och levande kreatur, ved och talg.Man sålde även vävda tyger bl.a.  ylletyger. I utbyte hämtade man hem salt, hampa, tobak och järn. Bondeseglationen fortsatte under hela 1700-talet och några decennier in på 1800-talet. Under kriget 1808–09 gjordes en förteckning över både större båtar som seglade på Stockholm och mindre båtar som fanns i socknen. Man räknade till 597 båtar av olika storlek i Nagu.

Galeas. I början av 1800-talet började Naguborna bygga större segelfartyg och segla längre med sina varor.

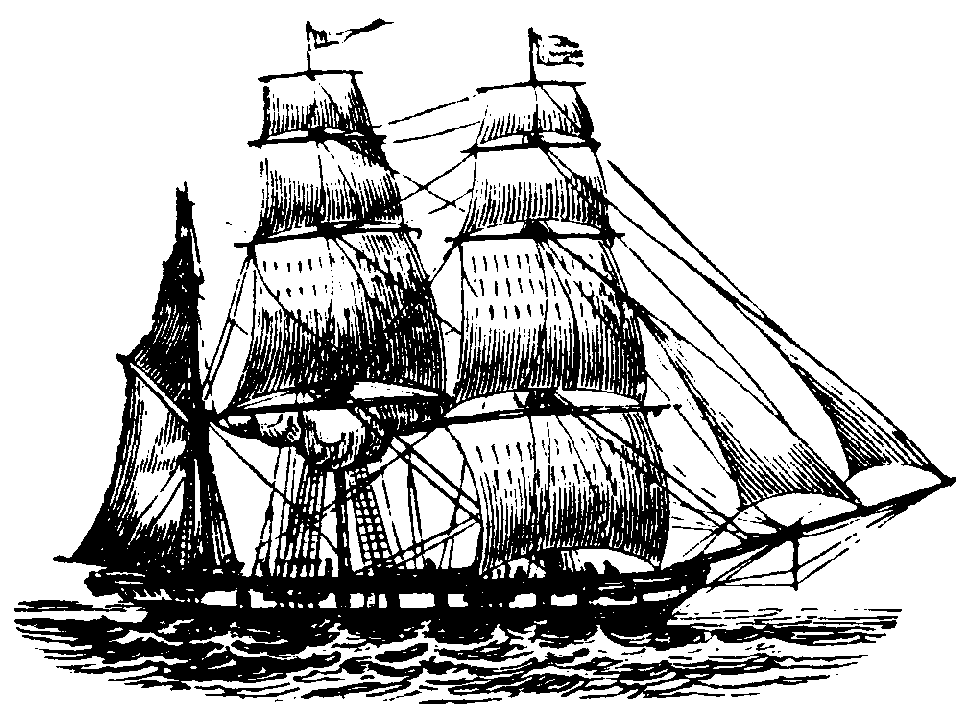
Barkskepp.

### Bygdesjöfarten

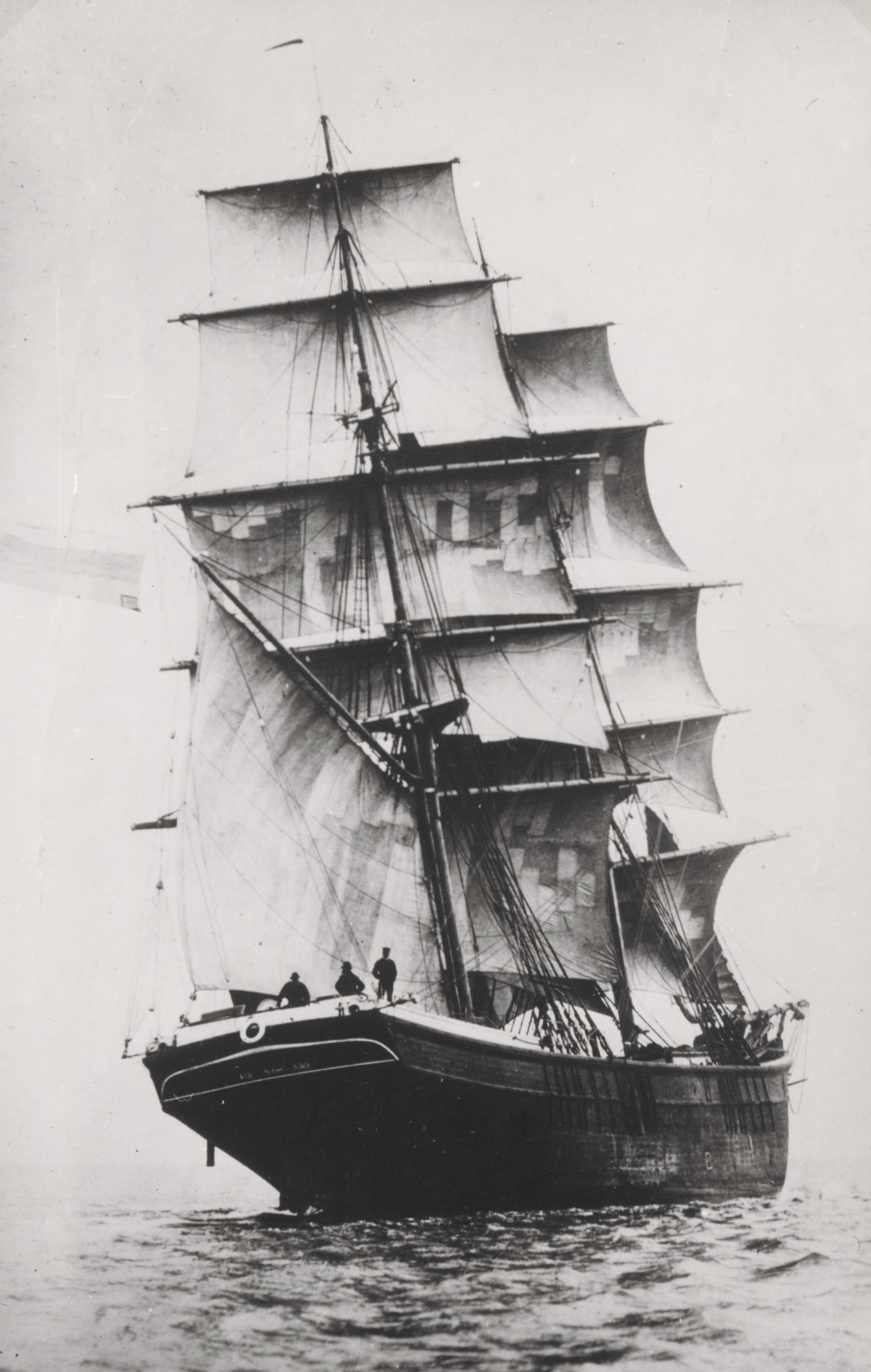
Briggen Aid till sjöss

Fram till 1830-talet var det huvudsakligen fråga om husbehovssegling eller bondeseglation i Nagu, det vill säga man seglade med relativt små fartyg för att avsätta egna produkter. Man kunde också sälja en grannes varor, men handeln samordnades inte i högre grad än så. På 1830-talet utfärdades förordningar som gav allmogen rätt att idka export inom Östersjöområdet och detta kom att bli startskottet för en betydligt större bygde- eller fraktseglation. Hela bygden, allt från ståndspersoner till torpare, kom att vara involverade i det som blev en självständig och viktig näring, vid sidan av fisket och jordbruket. Åboland blev centrum för hela landets seglation och efter Krimkriget på 1850-talet var fraktseglationen huvudnäring i Nagu. Sett till dräktigheten var Nagu den största seglationssocknen. Dräktigheten var till och med större än de flesta finska städers. Under 1800-talet blev Nagufartygen större. I början av århundradet trängdes skutorna undan av galeaser, som i sin tur ersattes av skonertar från 1840-talet och framåt. På 1860-talet hade briggarna introducerats och Nagus första barkskepp, Toivo, byggdes. När fartygen växte i storlek började Naguborna också segla allt längre. År 1821 hade man första gången nått Köpenhamn och därefter gjordes resor med trävaror till London, Hull, Antwerpen, Calais, olika hamnar i Spanien och Marseille och till och med så långt som till t.ex. Trinidad, Buenos Aires och USA.  Briggen Aid, som sedermera blev kyrkskepp i Nagu kyrka, besökte även Archangelsk två gånger. År 1884 var 183 Nagubor delägare i socknens fartyg och en stor del hade sin sysselsättning på dem. År 1890 ägde naguborna 41 fartyg på 9015 registerton. På dem seglade 291 man, som skeppade trävirke till England, Frankrike och Spanien. Ett fartyg i konventionell trälastfart kunde göra två, ibland tre resor per säsong till England eller hamnar på kontinenten. De hemman eller torp som hade andelar i ett fartyg skulle i proportion till sin andel stå för utrustning och proviant ombord. Ekonomin låg i att bygden bidrog med allt som behövdes och så lite som möjligt köptes för reda pengar. Genom att äga mindre andelar i flera fartyg fördelade man även sin risk och förlorade inte all sin egendom om ett fartyg förliste. Även torpare kunde ha råd med små andelar och också i byggnadsskedet av ett nytt fartyg byta ut en monetär startinsats mot dagsverken och deras söner hade på sjön möjlighet att avancera ända till sjökapten. Sjöfarten bidrog på så vis till ståndscirkulation och utjämnade skillnader mellan Naguborna.
Lönsamheten började avta mot slutet av seklet och sekelskiftet 1800–1900-talet kan ses som slutpunkt för bygdeseglationen i Nagu. Det var de förbättrade landsvägskommunikationerna och ångfartygens intåg som blev avgörande för utvecklingen. En socken som Nagu kunde inte bygga och utrusta ett ångfartyg med egna insatser.

### Haverier och vrak

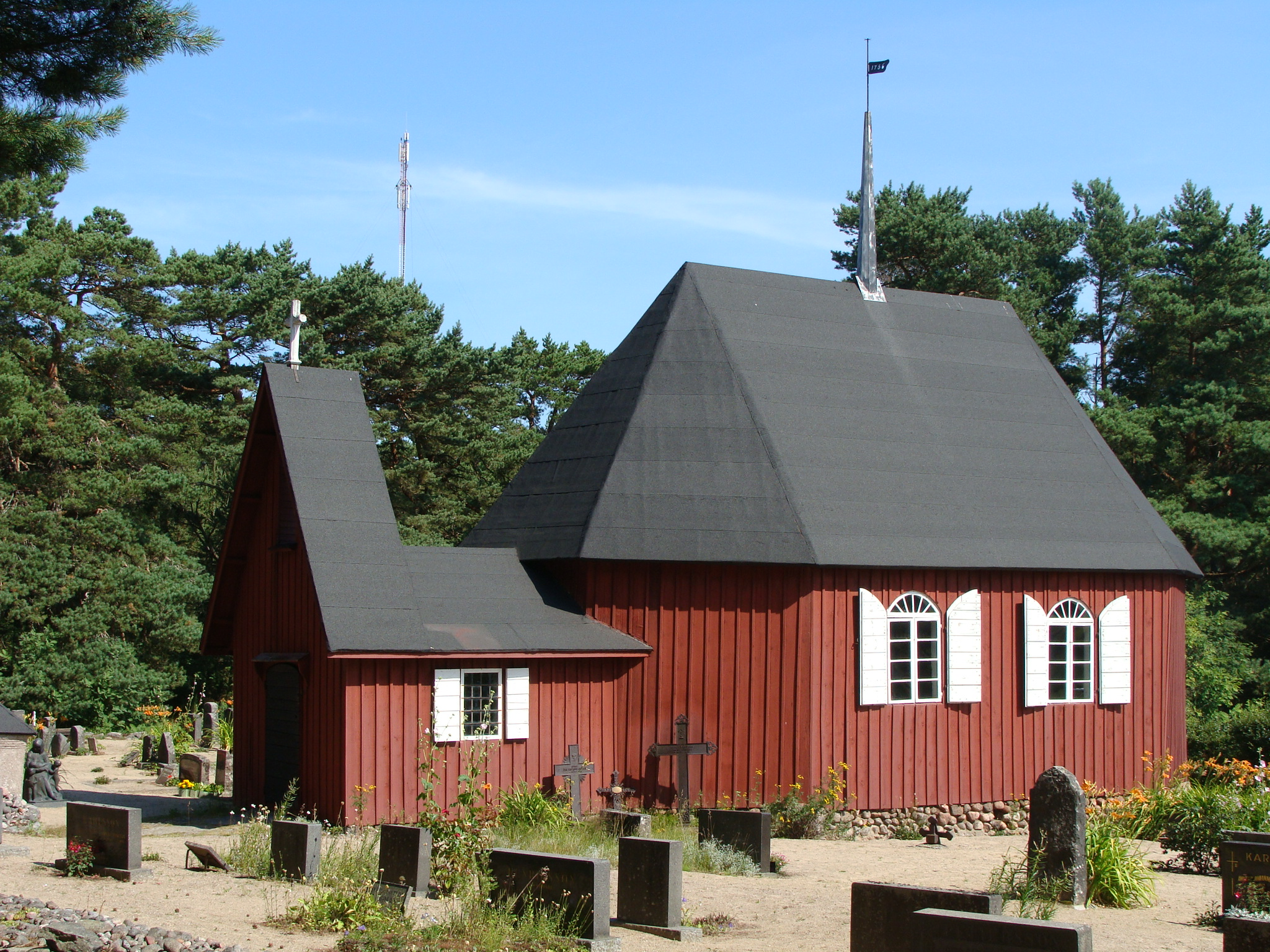
Kapellkyrkan på Nötö i Nagu har sitt ursprung i en skeppsförlisning år 1664.

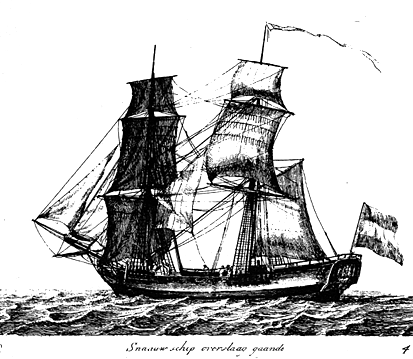
Vrouw Maria som förliste i södra Nagu år 1771 är ett av Östersjöns mest välbevarade 1700-talsvrak.

Den svårseglare skärgården utsatte segelfartygen för faror. Vid hårt väder var risken stor att man seglade på grund, vilket betydde att ortens egna fartyg såg till att avsluta sin säsong innan höststormarna kom. Av de åboländska fartygen förliste bara en bråkdel, men i Nagu finns vrak efter flera mer långväga fartyg.
Det förmodligen äldsta dokumenterade skeppsbrottet finns antecknat i bibeln i Nötö kyrka. Det var i oktober 1664 som grevinnan Maria Sofia De la Gardie, dotter till krigshövitsmannen Jakob De la Gardie, råkade i sjönöd innanför klipporna vid Bredharu i närheten av Lökholm. Hon lovade då att, om hon blev räddad, skulle hon bygga en kyrka där hon kom i land. Hon kom i land på Lökholm och fick veta att folket i skärgården planerade ett kyrkobygge. Hon höll sitt löfte och donerade tretton dukater till bygget, vilket framgår ur Nagu församlings räkenskaper för år 1698. Då Nötöborna ville ha kyrkan närmare Nötö och Lökholmsborna ville ha den på Lökholm flyttades kyrkan i flera repriser. De la Gardies kapell blev sedermera Kapellkyrkan på Nötö som togs i bruk 1756.
S:t Mikael (tidigare kallad Borstövraket) var en rysk galliot som var på väg från Amsterdam till S:t Petersburg när hon förliste  vid Borstö i södra Nagu år 1747. Vraket som ligger på ca 40 meters djup hittades sommaren 1953 när några borstöfiskares nät fastnade i en av masterna. Vraket är känt bland annat för det värdefulla Meissenporslin i utmärkt skick som har bärgats från vraket, men även många andra värdeföremål som klockor och snusdosor har hittats. Föremålen från S:t Mikael finns i Sjöhistoriska museets samlingar i Maritimcentret Vellamo i Kotka.
Vrouw Maria som förliste söder om Trunsö i Nagu år 1771 återfanns år 1999 och är i dag ett av Finlands mest kända vrak. Vrouw Maria var på väg från Amsterdam till S:t Petersburg och hade i sin last värdefulla föremål till den ryska aristokratin och Katarina den Storas hov. Vraket har kartlagts utvändigt av Museiverket, men ännu inte undersökts invändigt. Det är förbjudet att dyka vid Vrouw Maria. Då vraket är i sällsynt gott skick har entusiaster länge förespråkat en bärgning av Vrouw Maria och att hon konserveras och ställs ut.

## Lokala rederier

### Rederi Ab Engship

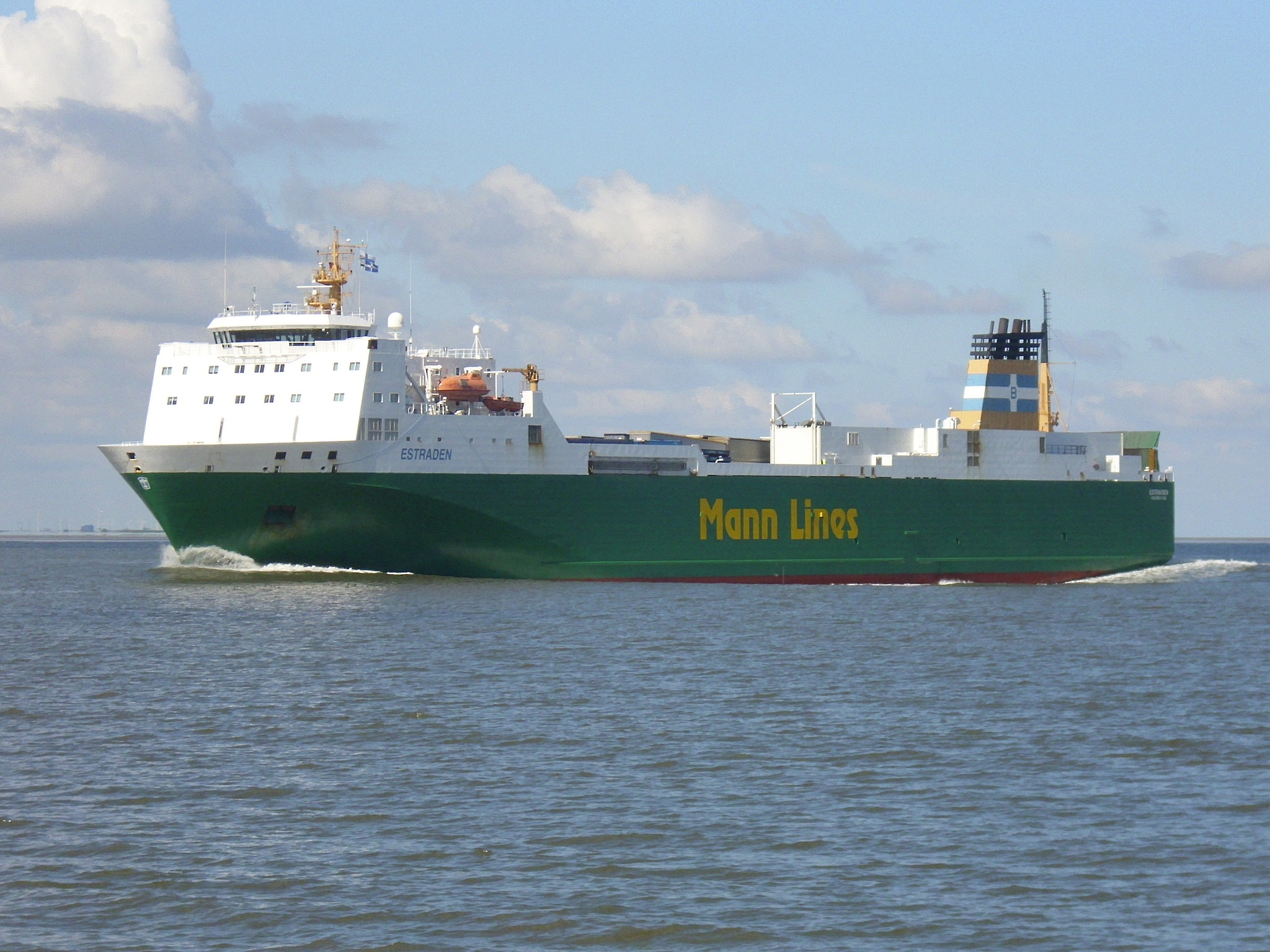
Estraden var det sista fartyget som byggdes av Rederi Ab Engship.

Som ovan nämnts ägdes Naguskutorna oftast av ett konsortium som bestod av sockenbor. Några egentliga rederier kan man inte tala om förrän på 1900-talet. Det kanske mest kända Nagurederiet, Rederi Ab Engship, hade dock sitt ursprung i mycket enkla förhållanden. Johan August Stenroos, född 1836, livnärde sig på fiske, men idkade också fraktfart med en storbåt. Han bytte namn till Engblom. Sonsonen Karl-Johan "Järngrunds Kalle" växte upp på Simonby Järngrundet och fortsatte med fraktfarten. Han seglade med jordbruksprodukter och sten till Åbo samt med strömming till Reval och han lät bygga nya skutor för verksamheten. Sonen Georg Johannes tog över, men sålde segelfartygen och köpte i stället år 1956 landsvägsfärjan Fix (den första landsvägsfärjan mellan Pargas och Nagu) och lät bygga om den till lastfartyget Hulda på 130 ton. När sockerbetsodlingen slog igenom i Nagu uppstod en ännu tydligare nisch för företaget. År 1966 överlät Georg Engblom sin andel i rederiet till sina söner, Kurt och Kaj Engblom som registrerade om rederiet som ett aktiebolag år 1973. Engship växte kontinuerligt och hörde på 1990-talet till Finlands största rederier. År 2006 sålde familjen Engblom alla rederiets aktier till rederiet Bore, som i sin tur år 2016 såldes till nederländska Spliethoff.

### Ångbåtsaktiebolaget Södra Nagu

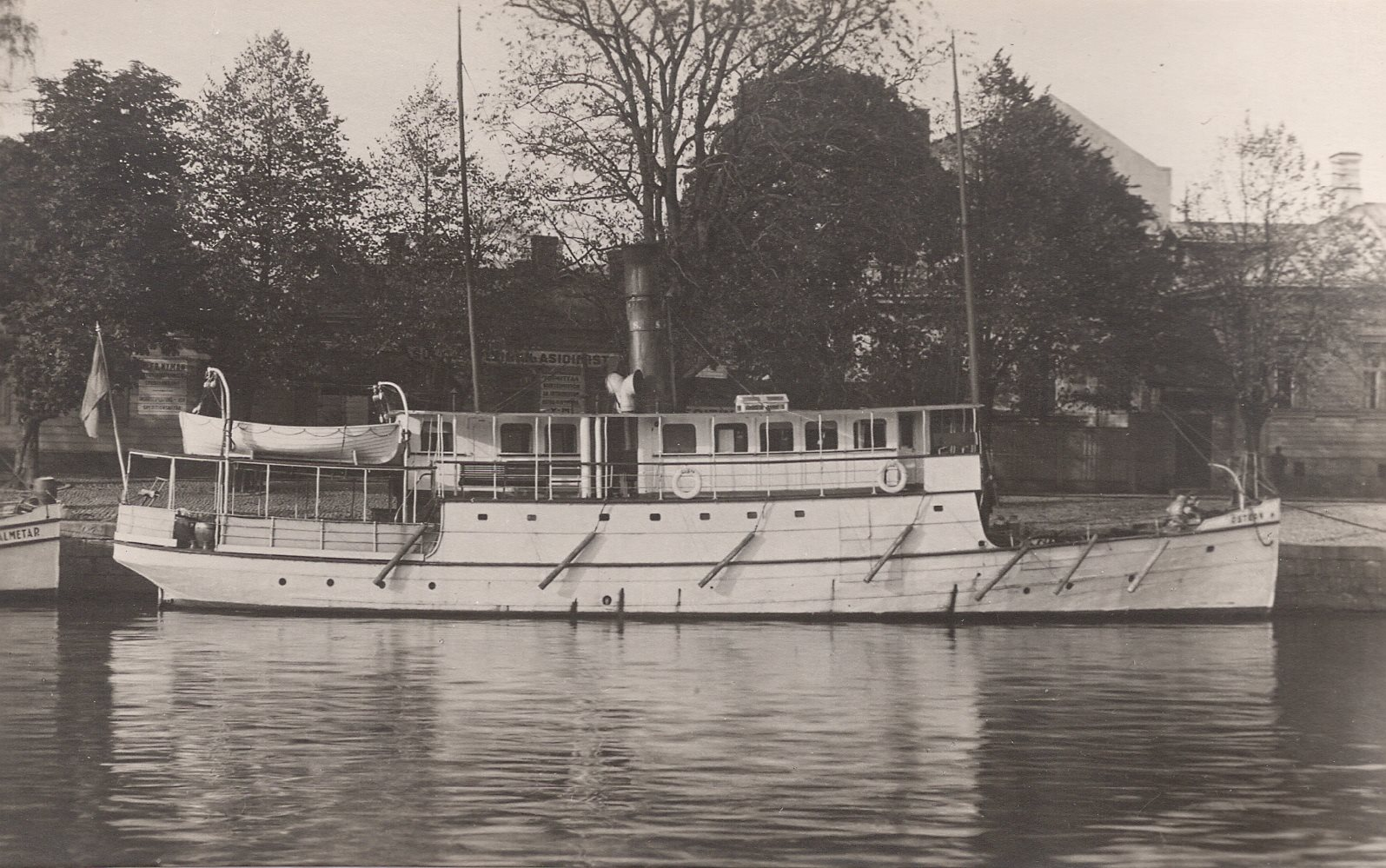
M/S Östern fotad i Aura å i Åbo efter ombyggnaden från ångfartyg till dieseldrivet motorfartyg.

Åren 1924–1925 grundades Ångbåtsaktiebolaget Södra Nagu där John Svahnström med familj till en början ägde ca 80% av aktierna. Svahnström verkade som direktör för bolaget till slutet av 1940-talet. Bolaget ägde s/s Östern och s/s Sandels. Östern körde mellan Åbo och Nötö, medan Sandels trafikerade de norra öarna i Nagu och Korpo samt även körde till Houtskär. När Skärgårdsvägen blev färdig i början av 1950-talet fick verksamheten allt större lönsamhetsproblem. Kommunen stödde länge trafiken och senare anhölls om ekonomiskt stöd från staten. Östern klarade konkurrensen till 1964 då den sista turen kördes i juli.

### Paulins rederi
Johan Werner Paulin föddes i Bjärnå år 1869, men flyttade till Nagu redan som barn. Han gick till sjöss i mycket unga år och etablerade sig sedan i stuveribranschen i Viborg år 1906. Paulin byggde upp en flotta i Viborg, men flyttade till Åbo efter förlusten av Viborg år 1940. Han avled hösten 1945 och änkan Augusta Paulin blev styrelseordförande för Paulins Rederiaktiebolag Nagu. År 1954 sammanslogs rederiet med Paulins andra bolag och övertogs av svärsonen Frank Skibdahl och köpte det första motordrivna fartyget, J.W. Paulin, till företaget. Rederiet växte under 1960-talet och inkluderade bl.a. ett av Finlands största torrfartyg, Stormqueen, på 37000 ton. År 1970 såldes rederiets sista fartyg och verksamheten avvecklades.

### Fenno Steamship Ltd
År Rudolf Alexius Johnsson var skeppsredare från Nagu, född 1903. Han gick till sjöss i unga år och var under 1930-talet även engagerad inom den Paulinska flottan. År 1938 köpte han sitt första egna fartyg och grundade efter det flera rederiföretag. Han ägde sammanlagt ett tiotal fartyg som samtliga hade Nagu som hemort, även om rederierna vad förlagda till andra orter. Hans mest betydande företag var Fenno Steamship Ltd för vars räkning han år 1947 köpte ett amerikanskt konvojfartyg, s/s Gemini, som byggdes och döptes om till Ramsdal och fick fortsatt liv inom Finlands handelsflotta. Johnsson startade även som en av två delägare den första färjetrafiken med m/s Fix mellan Pargas och Nagu, en insats som kom att bli avgörande för utvecklingen av kommunikationerna i skärgården.

## Hantverkare
I princip skulle hantverk under 1600- och 1700-talet endast utövas i städerna där hantverkarna var sammanslutna i olika skrån. På landsbygden fick dock finnas några oumbärliga sockenhantverkare. Skomakare och skräddare var sockenhantverkare som fanns redan på 1600-talet. Nagu hade förvånansvärt många skräddare. I slutet av 1600-talet levde bland andra regementsskräddaren Stadig i Qviflax och under det följande århundradet kunde det finnas upp till nio skräddare och sju skomakare i Nagu. Enbart i Qviflax bodde fyra skräddare. De sydde bland annat uniformer för den svenska skärgårdsflottan som i mitten och slutet av 1700-talet tidvis låg vid Snäckö.
Den första kända smeden i Nagu torde vara Johan Poutiain från Övre Satakunda. Han omnämns redan år 1643. På 1700-talet fanns det två smeder i Nagu, men varje gård hade sin egen smedja där bland annat hästskor, söm och brodd samt spik, regel och nål för väderkvarnar och handkvarnar smiddes. Arbeten som krävde större yrkeskunnighet anförtroddes bysmeden. År 1756 tilläts murare att verka på landsbygden och Nagu fick snabbt efter detta en egen murarmästare. År 1762 legaliserades tegelslagarna och från 1766 glasmästarna. År 1806 tilläts sockensnickare och svarvare, först år 1810 garvare, sadelmakare, vagnmakare, urmakare och målare. Många ynglingar sökte sig till städerna för att lära sig grunderna i olika hantverk.
Den kanske mest kända Nagusnickaren under 1900-talet var Fridolf "Frido" Österlund som tillverkade stilmöbler och spegelramar från år 1918 ända in på sextiotalet i sitt snickeri på Käldö. Han föddes på Käldö 1885 och påbörjade vid 17 års ålder en tre år lång slöjdkurs i M. Ingmans privata slöjdskola. Därefter arbetade han i tre års tid i Willy Baers Konst atelieé med metallarbeten och konstsmide. Kvällstid studerade han för Victor Westerholm vid Åbo ritskola och vid Åbo stads hantverksskola. Gesällbrev erhöll han i maj 1909. Österlund hade i sin verkstad på Käldö 3–4 anställda.
Modellbyggaren Åke Sandvall (1920–1993) är en annan känd hantverkare från Nagu. Sandvall tillverkade minutiöst utförda modellfartyg och livnärde sig på de beställningar han fick av rederier och varv. Sandvall byggde över 200 större modeller och dessutom ca 200 modeller av skärgårdens gamla båttyper. I tio kyrkor runt om i landet hänger skepp byggda av Åke Sandvall.

## Gemensamma skyldigheter

### Vägar, broar och skjutsningar
Alla bönder var skyldiga att delta i underhållet av de vägar som fanns i socknen. År 1688 klagade Henrik Örnflycht i Kivis över att bönderna slarvade med vägunderhållet på sträckan Finby - Mielis -Sexnappa - Thoras så att man under vår och höst inte kunde färdas till kyrkan utan fara för livet. Även cirka hundra år senare, år 1779, var samma väg i dåligt skick: "Norrestrands Landsväg som ifrån Nagu kyrka löper ned åt Thoras Säterie alldeles förfallit uti obestånd så till Broa som diken och annan erforderlig ansning". Vägen var viktig både som kyrkväg och som väg för kronans tjänstemän under deras ämbetsresor. Det krävdes att bönderna skulle reparera vägen omedelbart. Bönderna belastades också med så kallade hållskjutsningar som kronan krävde för sina egna behov på fastlandet och de hade blivit tilldelade sträckan mellan Åbo, Pemar och Sagu under mars "då oföre är på fierdarna (...) då man med största lifsfara och äfwentyr måste framskaffa sig öfwer sund, strömmar och svaga Isar." Trots dylika motiveringar till varför man ville slippa åtagandet kvarstod det till år 1860. Efter det kvarstod kronotransporter, kronoskjutsningar och båtskjutsningar i det egna området ända in på 1900-talet.

### Postväsendet och postrutten

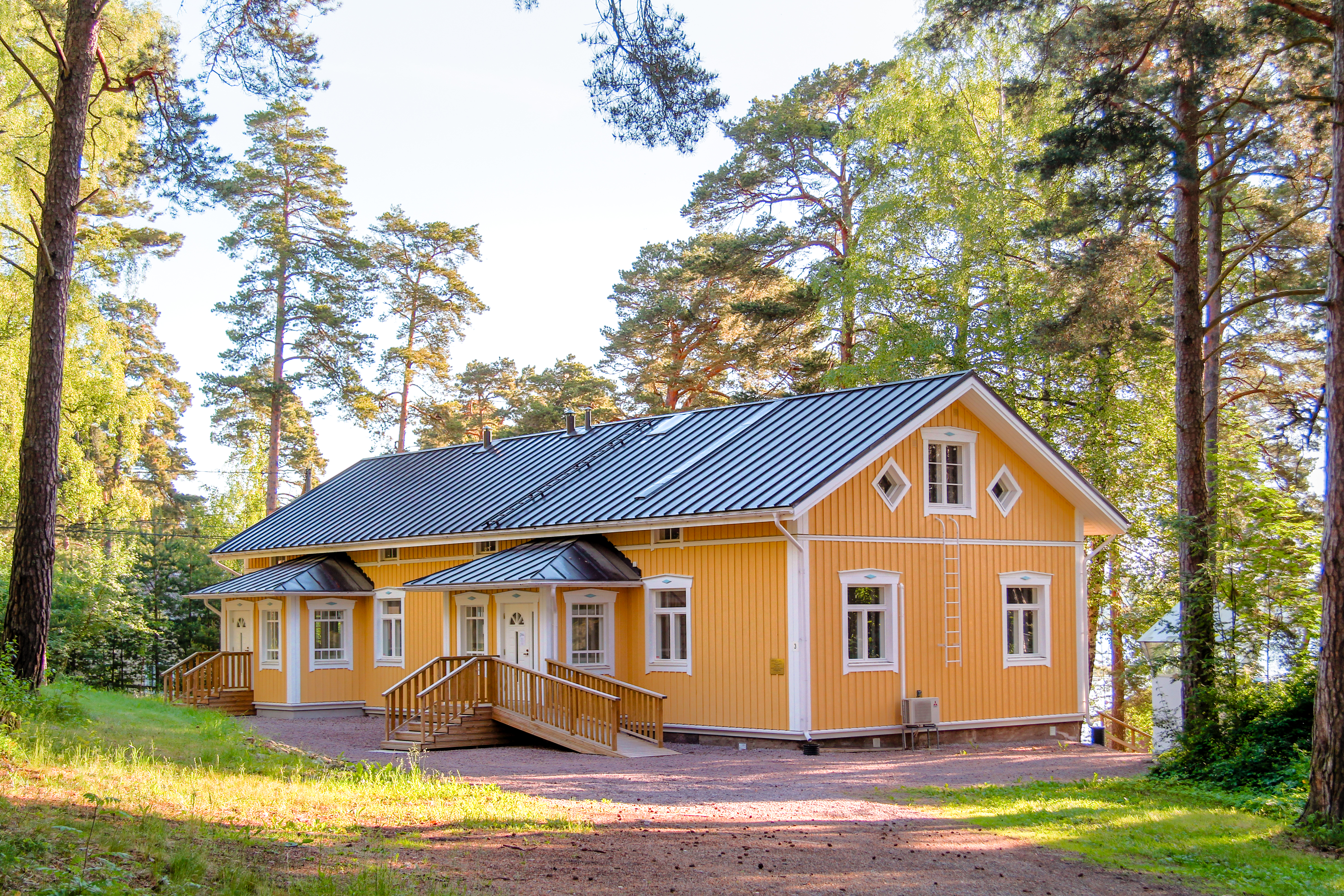
Gamla posten på Kyrkbacken i Nagu inrymmer i dag det så kallade Sjöfartshuset som beskriver seglation och rederiverksamhet i Nagu genom tiderna. Huset var postkontor i ca 80 år fram till år 1965.

Posten mellan Åbo och Stockholm transporterades genom Nagu. Posten anlände från Rimito till Finby, där det blev Nagubornas skyldighet att ta den vidare till Korpo. Arvoden till de edsvurna postbönder som förde posten längs Storlandets norra del betalades av socknens större gårdar. Från år 1876 framåt var kronolänsmannen i Nagu bosatt på Ernholm, vilket resulterad i att den så kallade häradsposten fick en ny förgrening mellan Finby och Ernholm att sköta i Nagu. Häradsposten förmedlade även privata brev, som kunde uppgå till 75–150 per vecka, och breven från utlandet var många på grund av sjöfarten som medförde en livlig korrespondens mellan skepparna och redarna. Förändringar var dock på kommande och redan inom några år föreslog Nagu och Korpo kommuner tillsammans att häradsposten skulle indras och postexpeditioner inrättas i båda kommunerna. Samtidigt ändrades rutten så att den gick via Pargas och Prostvik, men sommartid kom posten två gånger i veckan med ångbåt direkt från Åbo. Vintertid transporterades posten endast en gång per vecka. Nagu fick sitt första postkontor, beläget i kyrkbyn, år 1884. Det inhystes först en tid i ett numera rivet hus intill dagens servicestation, sedan fick det flytta till det hus som fortfarande ibland kallas Gamla posten, det vill säga nuvarande Sjöfartshuset i backen ovanför gästhamnen. År 1965 flyttade posten tillbaka till sin första adress, men in i de nybyggda utrymmen som i dag inhyser ett försäkringsbolag. År 1984 flyttade posten till det nybyggda ämbetscentret på Viksvägen och in i de lokaler där postsorteringen fortfarande finns kvar.
Förutom postkontoret på Kyrkbacken fanns det under 1900-talet poststationer i Mattnäs, på Nötö och i Käldinge på Lillandet. Vi sekelskiftet 1800-1900 hade postgången från Åbo utökats till tre turer i veckan och ångfartygen hade börjat trafikera även på vintern. Posten lämnades av vid Finbys eller Kyrkbackens bryggor och fördes till postkontoret med skottkärra eller häst. Från Kyrkbacken skulle posten sedan föras vidare till de andra poststationerna och ut i byarna till fots, med båt, häst, skidor eller sparkstötting. De svåraste utdelningslinjerna var de som gick mellan Mattnäs och Käldinge och öar i respektive poststations område. Posten nådde Borstö tre gånger i veckan.
Först när Skärgårdsvägen byggdes och Ab Skärgårdsvägens buss började trafikera skärgården på 1950-talet förbättrades postgången från Åbo avsevärt. Tio år senare togs de första statliga förbindelsebåtarna i trafik och de kunde börja ta över postutdelningen till den yttersta skärgården.
Postkontoret i Mattnäs drogs in 1988. Postkontoret i Käldinge brann påsklördagen 1991 och drogs därefter in. Poststationen på Nötö stängdes 1996 och det sista postkontoret i skärgården, Nagu Kyrkbacken lades ner år 2001. Postkontorstjänsterna sköts i dag av en ombudspost.

## Militärväsendet

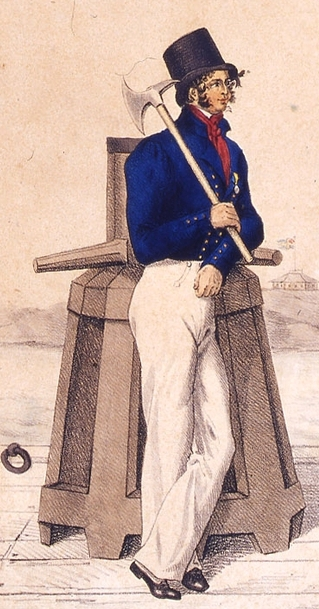
Båtsman

### Borgläger, inkvarteringar, båtsmän och dragoner
På grund av utdragna perioder av krig med Ryssland under 1500-talet ålades bönderna att både stå för manskap och deras underhåll. Soldater inkvarterades dels på kronans egna borgar, men även runt om i kust- och skärgårdssocknarna på så kallade borgläger. I Nagu fanns i slutet av 1500-talet först upp till 15 ryttare och efter dem knappa trettio knektar inhysta i borgläger. Ännu in på 1800-talet drabbades allmogen av inkvarteringar i samband med 1808–09 års krig då några gårdar fick inkvartera trupper i över en månad på deras väg mot Åland.
På 1620–30-talet skapades det så kallade båtsmanshållet. Hemmanen slogs ihop till rotar som alla skulle förse kronan med en soldat och Åland och Åboland i den östra rikshalvan stod i en särställning då det gällde att förse den svenska örlogsflottan med båtsmän. Antalet båtsmän i Nagu kom att ligga på 17 från mitten av 1600-talet fram till svenska tidens slut. Båtsmännen fick ofta mer eller mindre fantasifulla soldatnamn. År 1675 återfanns följande båtsmän i Nagu: Höök, Ram, Stark, Tobak, Hornman, Klockare, Lång, Vikare, Klubba, Blyger, Skeppare och Fiskare. Flottans huvudbas låg i Karlskrona och de långa resorna till flottans manövrar och övningar ledde till att Nagubåtsmännen ofta kom fram försenat. År 1682 fattades på kort varsel ett beslut om att båtsmännen och deras familjer skulle flytta närmare Karlskrona, men beskedet kom så sent att några familjer splittrades för gott. Nagubåtsmännen placerades i Södra Möre härad. Sex fick slå sig ner i Madesjö, fyra i Ljungby, en i Mortorp, en i Hagby och en i Voxtorp. Under 1700-talet gick utvecklingen i motsatt riktning, så att båtsmännen bosatte sig i Nagu då rotarna ålades att uppföra stugor och ekonomibyggnader åt sina båtsmän på hemorten. År 1797 förrättades syn av alla båtsmanstorp i Nagu socken. De var nr 94 Asp på Nötö, nr 96 Lundberg på Lökholm, nr 98 Höök på Högsar, nr 101 Laggare på Berghamn, nr 86 Nåhls i Kvivlax, nr 87 Krock i Krokby, nr 88 Göder i Sexnappa, nr 89 Styrman i Spink, nr 90 Näsman i Mattnäs, nr 91 Melander i Mielis, nr 92 Klippa på Biskopsö, nr 93 Tätting i Finby, nr 95 Strand på Pensar, nr 97 Holländare på Sommarö, nr 99 Hafra på Haverö, nr 100 Eld på Käldö och nr 102 Fransman i Finby. Det är i de flesta fall okänt var i byarna båtsmanstorpen låg.

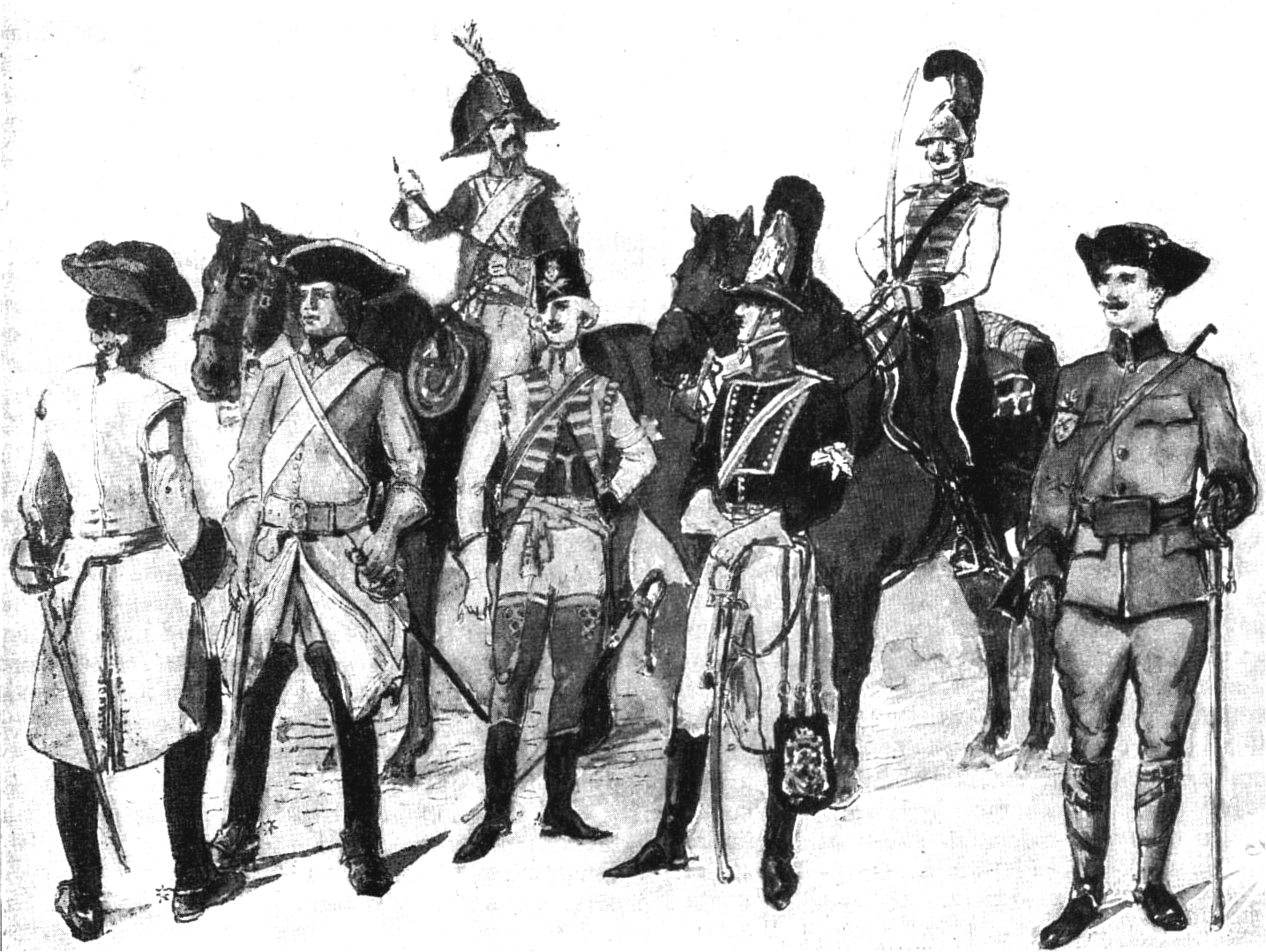
Svenska dragoner från olika tider. Från vänster: 1676, 1714, 1802 (Västgöta linjedragonregemente; till häst), 1784 (officer vid Lätta dragonerna av livgardet), 1806 (officer vid Västgöta dragonregemente), 1844 (Livregementets dragonkår; till häst) och 1906.

På 1690-talet organiserades också ryttarna precis som båtsmännen, men ryttarna utrustades av enskilda förmögnare hemman som fick benämningen rusthåll. Högsar och Prostvik ställde upp två ryttare var. Redan innan rusthållen infördes hade det funnits ryttarhemman i Nagu. År 1719  då indelningsverket var infört var antalet ryttarhemman i Nagu 24. Rusthåll var befriade från skatt och hade goda förutsättningar för att ge avkastning. De steg därför i värde och kunde utvecklas till herrgårdar och säterier. Under Stora ofreden decimerades den finska armén katastrofalt och Åbo- och Björneborgs län befriades från nyrekrytering så att hemmanen skulle ha en chans att återhämta sig. Nagurusthållen reducerades från 24 till 13, men Högsar och Prostvik hade kvar sina dubbla ryttare. Från år 1721 gick ryttarna under den nya benämningen dragoner. Av de totalt 15 Nagudragonerna var år 1728 nio svenskar som kommenderats till Nagu för att fylla tomma platser. Under fredstid övade dragonerna lokalt. I Nagu övade man exercis och sköt med musköt dels på den plana mark som ligger norr om Käldinge gård, dels på Kyrkbacken.

## Ofärdsår
Det svenska riket var från senare hälften av 1500-talet och så gott som ett sekel framåt ständigt involverat i något krig. Estland och Ingermanland vad målet för de svenska trupperna och även Nagu belastades av genommarscherna. Vid sidan av gränstrakterna i öster har skärgården i sydväst oftare än andra delar av Finland berörts av krig och ofred. Nagu drabbades främst av flottans genomfarter och bönderna tvingades inhysa och utspisa manskap. I början av 1700-talet nåddes Nagu dessutom av pesten i vilken bland annat, enligt den berättade traditionen, hela befolkningen på Kirjais dog.

### Stora nordiska kriget eller Stora ofreden 1700–1721
År 1700 utbröt det stora nordiska kriget mellan Sverige och Ryssland. Kriget går i Finland under benämningen Stora ofreden. Tretton år efter att kriget hade börjat hade de ryska marktrupperna avancerat så långt som till Åbo. Följande sommar, år 1714, nådde den ryska flottan lika långt och skärgården, som ditintills hade varit skyddad av den svenska flottan, ockuperades likaså. Den södra skärgården tömdes på folk. Sammanlagt flydde tusentals personer till Sverige från Åland och den östra rikshalvan. I listor över vilka flyktingar som fått ekonomisk hjälp i Sverige omnämns endast en Nagufamilj, kyrkoherde Gustaf Salonius med hustru och nio barn. Det finns även uppgifter om att prästen på Själö samt de friskare patienterna på hospitalet där skulle ha flytt och att endast 15 intagna patienter av 80 skulle ha överlevt Stora ofreden. Av tingsprotokoll från tiden närmast freden 1721 framgår att många andra Nagubor vistats i Sverige, men troligen slagit sig ner i den svenska skärgården och där försörjt sig genom fiske och jakt, vilket skulle betyda att de aldrig upptogs i listor över flyktingar som fått hjälp. Tingsprotokollen återspeglar många tvister som uppstod när folk återvände till sina hem sju år senare. Till och med hela hus kunde ha flyttats till en granngård där gårdsfolket hade valt att stanna kvar. Under den ryska ockupationen tvångsutskrevs flera män till krigstjänst i den ryska armén. Från Nagu togs 16 man, varav ingen kom tillbaka. Återvändande tvångsvärvade soldater från grannsocknar kunde berätta att åtminstone fyra män från Nagu hade fått marschera vidare från S:t Petersburg till Moskva och Astrachan i Ryssland.   

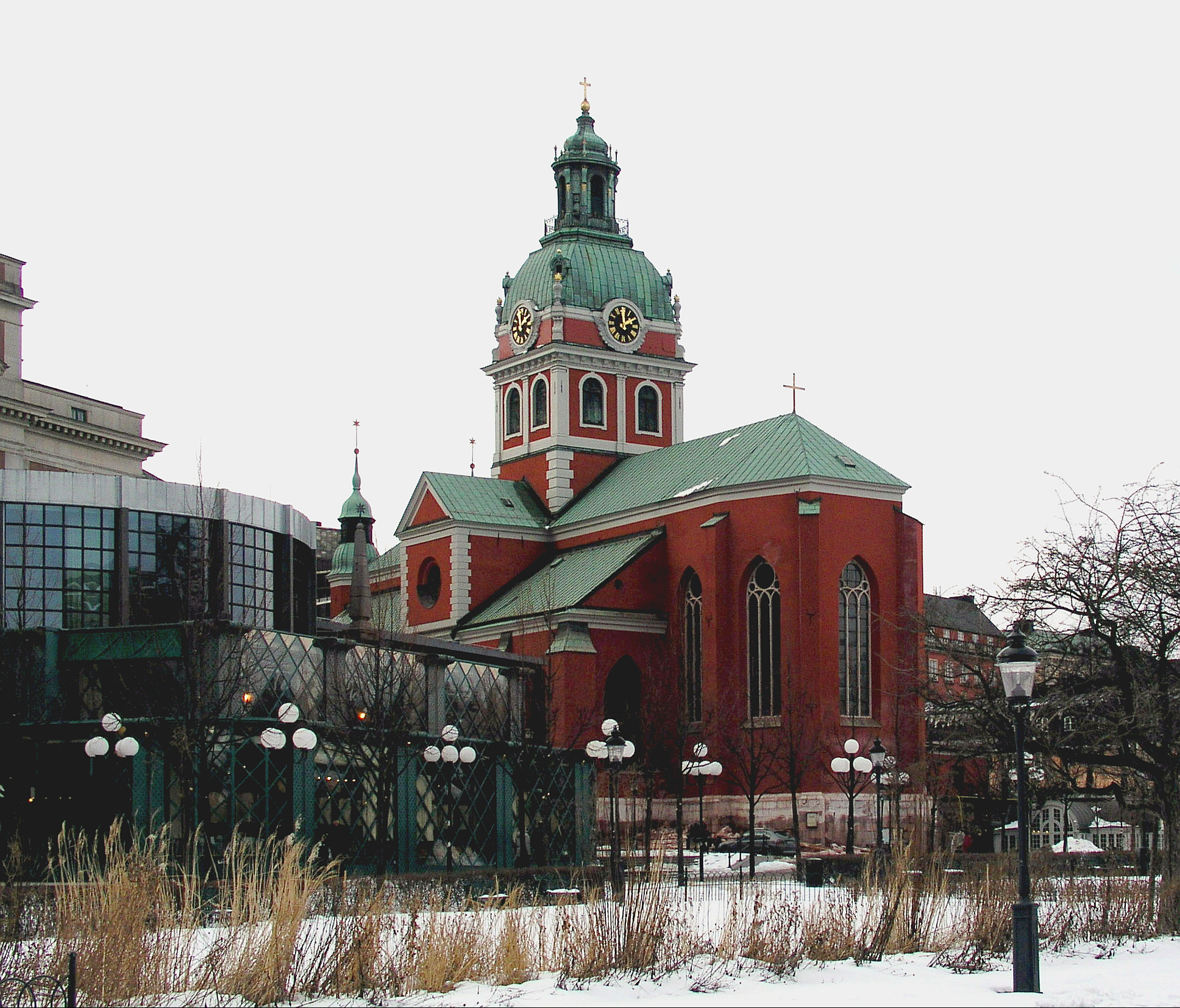
I S:t Jacobs kyrka i Stockholm uppbevarades värdeföremål från Nagu kyrka under Stora ofreden då Finland var ockuperat av ryska trupper.

Stora ofreden ändade i Nystadsfreden 1721, i vilken Sverige tvingades avträda stora landområden i öster till Ryssland. Enligt traditionen skulle kyrkklockorna från Nagu kyrka under Stora ofreden ha sänkts i havet nedanom Klockarberget. Det är dock tveksamt om det ligger någon sanning bakom detta. I ett häradstingsprotokoll från år 1723 uppges att både klockorna, kyrkans penningar och skrud packades ner sommaren 1713 och skeppades över till Sverige. Penningkistan hade sedan uppbevarats i S:t Jacobs kyrkas sakristia i Stockholm. Det finns inga uppgifter om kyrkklockorna.

### Hattarnas krig eller Lilla ofreden, Pommerska kriget samt Gustav III:s krig
Sveriges misslyckade revanschkrig mot Ryssland kallas i Finland Lilla ofreden och i Sverige Hattarnas krig. Kriget 1741–1743 drabbade de södra delarna av Nagu hårdast, då både den svenska och den ryska flottans framfart skövlade öar som till exempel Gullkrona. Kriget åtföljdes av farsoter och sjukdomar som skördade många liv, men Nagudragonerna klarade sig enligt mönstringen vid krigsslutet relativt bra. Även detta krig förlorade Sverige och resultatet var ytterligare territoriella förluster i östra Finland.
Ytterligare två krig drabbade riket under 1700-talet, det Pommerska kriget och Gustav III:s ryska krig (1788–1790). I det förra deltog åtminstone nio dragoner från Nagu, varav fyra dog. Eftersom truppen inte hade deltagit i några drabbningar, var det sjukdomar som skördade deras liv. Från Gustav III:s ryska krig finns inte längre några generalmönstringslistor, vilket gör att man inte närmare känner till Nagudragonernas öden.

### 1808–09 års krig

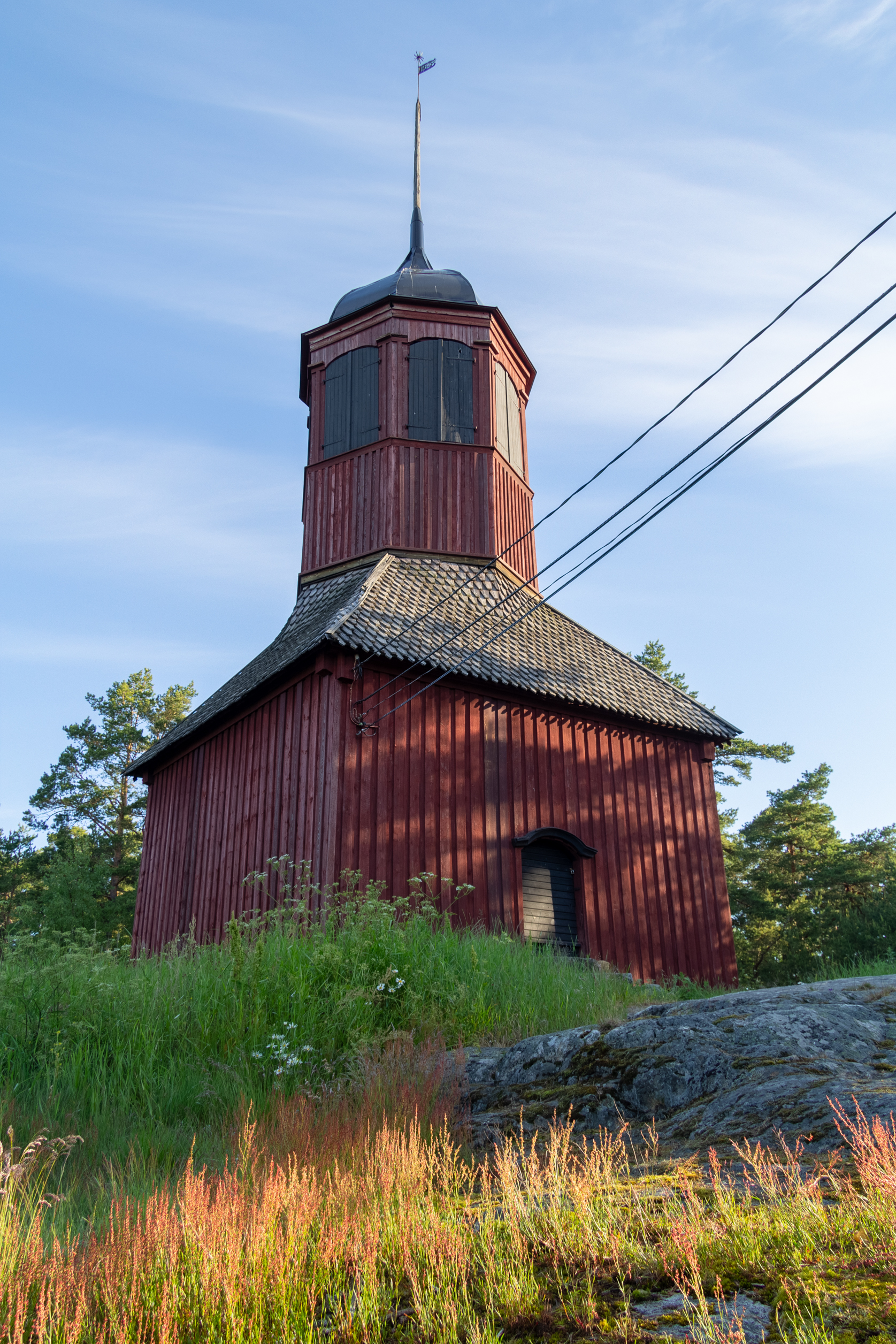
Klockstapeln vid Nagu kyrka har använts som lager både för beslagtagna brännvinspannor och vapen. Under 1808–09 års krig låstes Nagubornas vapen in i klockstapeln.

År 1808 inledde Ryssland den tredje ockupationen av Finland på mindre än hundra år, denna gång som en del av överenskommelse med Napoleons Frankrike. Efter att Sveaborg föll 1808 valde många att igen fly västerut, men krigshandlingarna nådde då inte ännu Nagu, som kunde upprätthålla gamla handelsförbindelser med Stockholm hela sommaren 1808. När Åboborna inte längre kunde bedriva denna handel skeppades även Åboområdets varor ut via Nagu. Sedan Ryssland till hösten hade säkrat makten i hela området förbjöds sjöfarten och fartyg förhindrades från att skeppa över flyktingar till Stockholm. Naguvattnen patrullerades av ryska fartyg, men några trupper vistades inte på öarna, och därför fick Nagu ta emot interna flyktingar från bl.a. Kimitoskären och Jungfrusund, där situationen var oroligare. Motståndet mot det ryska styret var stort bland Naguborna, men bland de mer välmående ortsborna var inställningen mer positiv. Redan i maj 1808 begicks edgång i Åbo där stadens borgerskap och landssocknarnas representanter hyllade tsaren. Från Nagu deltog bl.a. kyrkoherden Abraham Miödh d.y. och hospitalsysslomannen från Själö. De fick mat, penningar och konfekt att ta med hem till sina hustrur. Resten av ortsborna skulle i sin tur svära tsaren trohet hos dem som deltagit i edgången i Åbo, men den lokala varianten fick utlysas flera gånger då ingen dök upp. Allmogen påbjöds lämna in sina vapen, vilka låstes in i klockstapeln på Kyrkbacken.

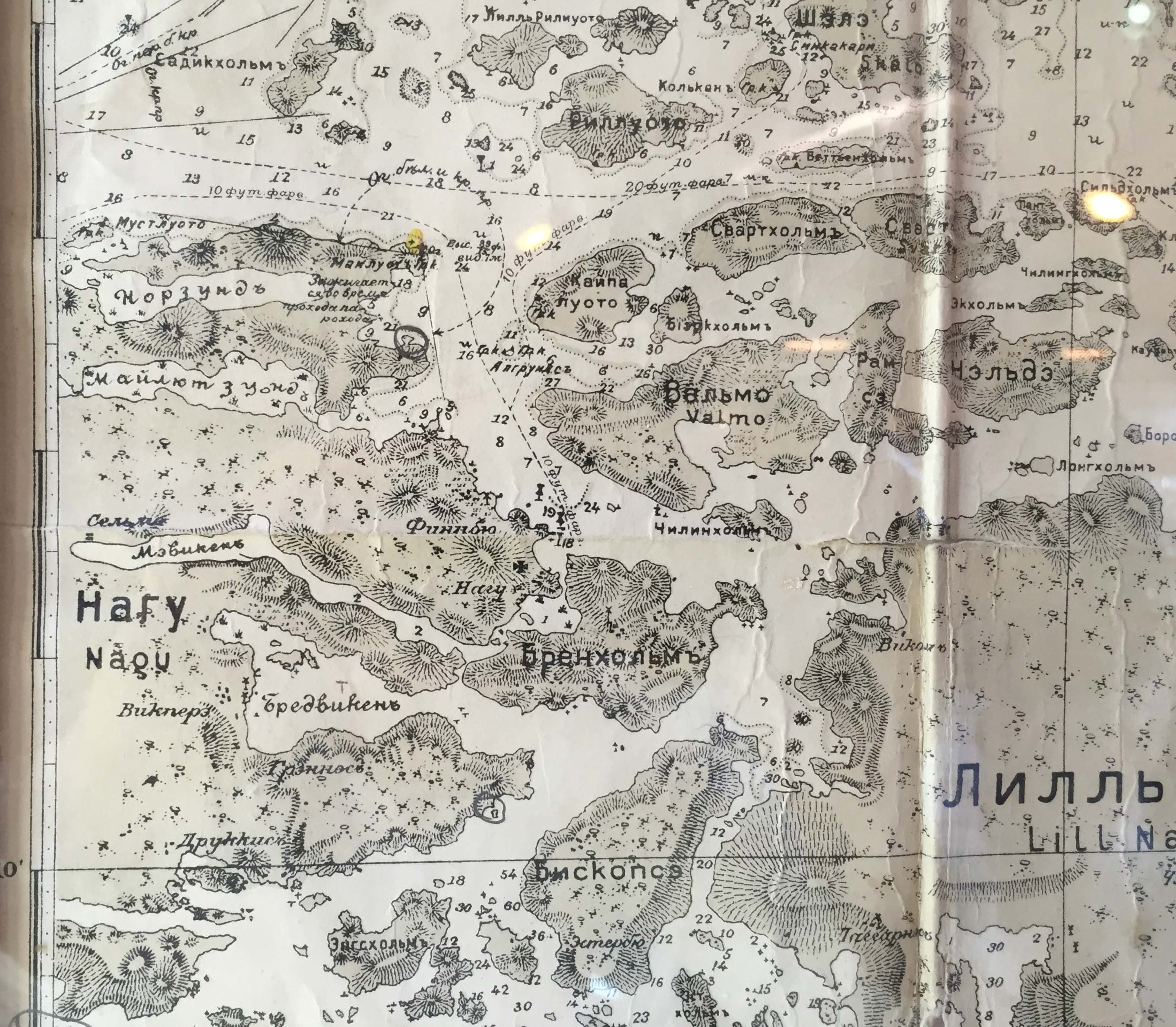
Rysk karta av Nagu centrum

## Den kommunala självstyrelsen

### Kommunalstämma, fullmäktige och kommunalnämnd

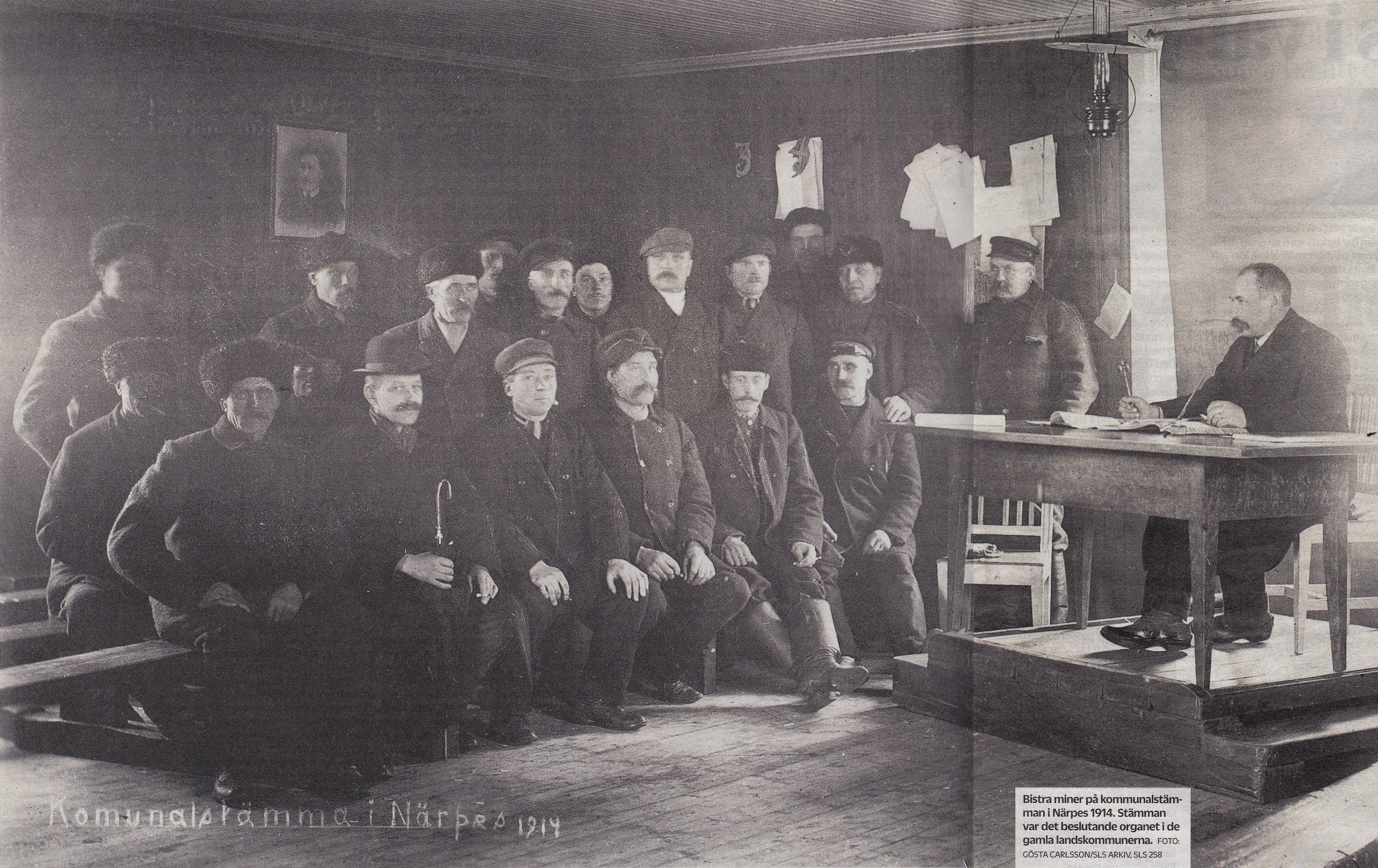
Kommunalstämma i Närpes 1914.

Enligt en kejserlig förordning av den 6 februari 1865 skulle kommunalförvaltningen omorganiseras så att de kyrkliga ärendena skildes från de kommunala. Kommunalstämman skulle sköta de senare, medan kyrkostämman enbart skötte de kyrkliga frågorna. I Nagu, liksom i andra landskommuner, var motståndet mot reformen stort och man utnyttjade alla de tio år som man fick på sig att skjuta upp reformen. Kommunalstämman och -nämnden sammanträdde därför första gången först våren 1875. Som första ordförande för kommunalstämman verkade kyrkoherde J.J. Fogelberg, vilket gjorde reformen mindre dramatisk. Kommunalstämman sammanträdde också de första tjugo åren i samband med gudstjänsten på söndagar och rätten att delta och fatta beslut var allmän. Uppslutningen vad trots detta inte alltid så stor, vilket torde ha berott på att rösträtten var graderad enligt förmögenhet. De som i praktiken hade beslutanderätt var betydligt färre än de som stod utanför. Uteslutna var de som stod under annans husbodevälde (drängar, pigor, arbetare, inhysingar, backstugusittare, gårdsinspektörer samt gifta kvinnor och änkor). Myndiga ogifta kvinnor kunde delta. Det var vanligt att präster fungerade som ordförande på kommunalstämmor, eftersom ordförande själv skulle skriva protokoll och prästerna oftast var de enda i en socken som var vana att skriva. I Nagu var läget ett annat i och med att det även fanns många sjökaptener som var vana skribenter och flera sjökaptener kom att sitta som ordförande för kommunalstämman i Nagu.

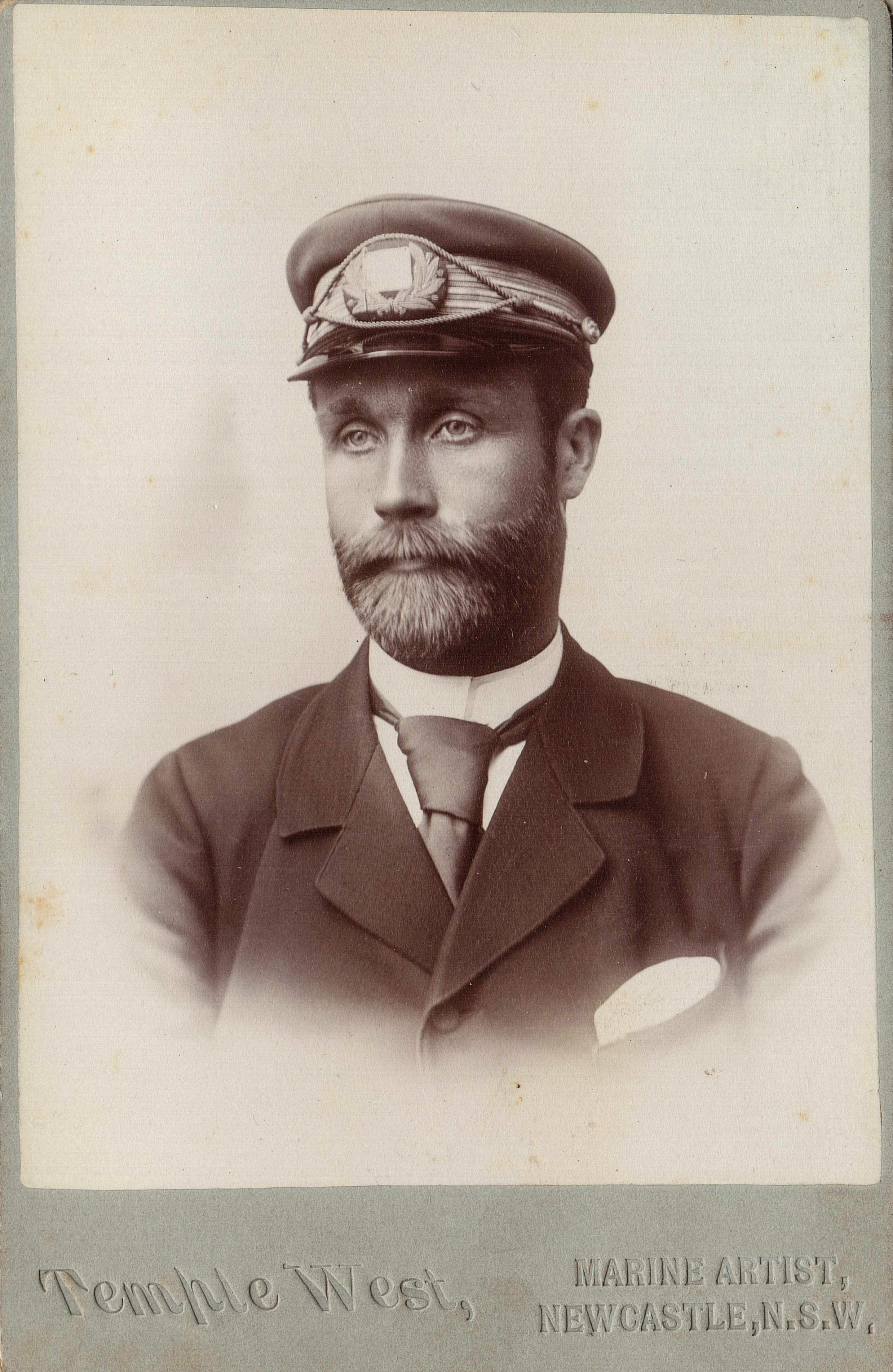
Porträtt på sjökapten Gideon i New South Wales, Australien kring 1890-talet.

År 1919 antogs de nya kommunallagarna och kommunalfullmäktige blev högsta styrande organ i kommunerna. Rösträtt hade alla som fyllt 24 år och som erlade kommunalskatt. Även nu fanns ett motstånd mot förnyelsen och en fruktan för att det inte skulle finnas tillräckligt många dugliga ledamöter att välja bland. Arton ledamöter valdes dock in, varav två var kvinnor. Nagus förste fullmäktigeordförande blev doktor Arthur Dahl. Hans efterträdare under återstoden av Nagu kommuns historia var: Kapten Gideon Svahnström (1922), agronom Viktor Schauman (1923–1926), hemmansägare Herman Pettersson (1927–1936), sjökapten Herman Borg (1937–1940), hemmansägare Axel Blomqvist (1941–1950), hemmansägare Ernst Åberg (1951–1968), ingenjör Lars Landor (1969–1992), socionom Monica Forss (1993–2000 och 2005–2008) samt jur. kand. Johan Broos (2001–2004). Nagu var den första kommunen i Åboland som år 1993 till fullmäktigeordförande valde en kvinna, nämligen Monica Forss.
Även kommunalnämnden inledde sitt första verksamhetsår våren 1875. I nämnden satt förutom ordförande och viceordförande, sju ledamöter och fyra suppleanter som valdes på tre år av sockenstämman. Tanken var att kommunalnämnden skulle representera hela kommunen och den första nämnden som tillsattes företrädde kommunens invånare väl, både vad gällde geografisk spridning och social status. Även torpare ingick i nämnden. Nämnden behandlade frågor som taxering, mantalsskrivning, kommunens ekonomi, den allmän ordningen och fattigvården. Speciellt skattefrågorna upptog mycket tid och gav upphov till omfattande korrespondens mellan sockenbor och kommunalnämndens ordförande. Ur breven framgår det under vilka svåra förhållanden många i kommunen levde. Även första världskriget avspeglas i breven som Nagubor har skrivit till kommunalnämnden med böner om sänkt skattöre. Också fattigvården upptog en stor del av kommunalnämndens tid. Länge var det kommunalnämndens (senare kommunalstyrelsens) ordförande som bar det största ansvaret för kommunens angelägenheter och som hade den största arbetsbördan. År 1950 beslöt man att något lätta på denna börda genom att anställa en kommunalsekreterare. Det hade varit möjligt att avlöna sekreterare, kassör eller andra funktionärer redan 1917, men i skärgården förverkligades detta först sent. Nagus förste kommunalsekreterare hette Bengt Kuhlberg och kom från Helsingfors. Trots att Nagu nu hade en kommunsekreterare ökade arbetet inom den kommunala förvaltningen ständigt. År 1971 gick det inte längre att sköta Nagu kommun med nästan enbart förtroendevalda och den första kommunaldirektören anställdes. Samtidigt drogs kommunalsekreterartjänsten in, bara för att återkomma år 1976. Vid kommunsammanslagningen 2009 hade Nagu kommunkansli en personal på ca 15 personer. Däribland kan nämnas en landsbygdsnäringssekreterare, en socialsekreterare, en skolsekreterare samt en fritids- och ungdomssekreterare.

### Riksdagsval och kommunalval
De första riksdagarna hölls under 1500-talet och alla fyra stånden hade sina egna representanter. Bönderna valde inom häradet en representant för sig och Nagu hörde till Virmo härad. Endast sällan var det en Nagubo som valdes till häradets representant, men det skedde åtminstone till riksdagen 1738–39 då Påvel Sigfridsson från Berghamn utsågs. Riksdagen varade ibland över ett år. År 1744 var kyrkoherde Abraham Miödh riksdagsman. Miödh gjorde sig namn som en stor kulturpersonlighet och var även den som grundade sockenstämman i Nagu och skrev dess första protokoll år 1751. År 2019 blev Sandra Bergqvist från Kirjais invald i riksdagen.
År 1906 genomfördes en lantdagsreform som innebar att alla, såväl män som kvinnor, som fyllt 24 år fick rösträtt. I Nagu indelades kommunen i tre röstningsdistrikt: Storlandets Lillandets och Yttre skärens distrikt, men senare har även distrikt som Kyrkbackens röstningsområde, Mattnäs, Prostvik och Dalkarby funnits. Vid valet år 1907 var valdeltagandet i Nagu 83,4%, medan 65,5% av de röstande var kvinnor. En överväldigande majoritet röstade på de borgerliga alternativen i det första valet och det socialistiska blocket fick endast 1,4% av alla röster. Nagu förblev en övervägande borgerlig kommun också under det följande decenniet, även om politiken på det nationella planet påverkade röstningsbeteendet i riktning mot ökat stöd för de socialistiska kandidaterna. Detta var som högst 1917, då socialisterna fick 274 röster, vilket motsvarade en röstandel på 22,8%. Från 1919 framåt ökade de borgerliga sitt övertag för slutligen att landa på drygt 90%. Stödet för de borgerliga, i första hand Svenska folkpartiet, fortsatte att vara högt under Nagus hela tid som självständig kommun och valdeltagandet speglade den allmänna trenden i landet.
Sedan de nya kommunallagarna stiftats 1917 började man anordna kommunalval varje år i december. Fullmäktige valdes för tre år i sänder, men så att 1/3 årligen avgick. De ständiga valen ledde till valtrötthet och till exempel år 1921 var det endast 15 personer som utnyttjade sin rösträtt (av 2425 röstberättigade). Nagu var inte den enda lilla kommunen med lågt valdeltagande, men i jämförelse med hela Åbo- och Björneborgs läns siffror från samma år som var 35,4%, var Nagus valdeltagande mycket lågt. Först då nyordningen med val vart tredje år genomförts steg valdeltagandet i Nagu igen. Antalet fullmäktigeledamöter låg genom decennierna på mellan 15 och 18 invalda. Svenska folkpartiet dominerade fullmäktigesammansättningen ända fram till kommunsammanslagningen 2009.

## Industrier
En skärgårdskommun som Nagu har aldrig i högre grad förmått locka till sig någon stor industri, men företagsamheten har genom tiderna varit livlig. Många familjeföretag och även industriverksamhet har funnits.

### Salpetersjuderier
En av de allra tidigaste industrierna i Nagu var salpetersjuderier som inrättades på 1500-talet av Gustav Vasa. Salpeter behövdes vid kruttillverkning och kunde utvinnas ur kospillning. Sjuderier, där salpeter genom kokning och avdunstning kristalliserades ur en ruttnad blandning av spillning, slaktavfall, urin med mera, fanns på 1700-talet i Vikom, Käldinge och Prästgården (Kyrkbacken) samt på Sandö och Pensar. Redskapen som behövdes för proceduren transporterades från ställe till ställe. Alla hemman i Nagu var skyldiga att bidra antingen med spillning eller ved.

### Tegel och kalk
Också tegeltillverkning och kalkbränning hörde till de tidiga industrierna i Nagu. Tegel tillverkades på många håll för husbehov, men i Vikom och Druckis fanns större tegelbruk (som i jämförelse med motsvarande tegelbruk i t.ex. Verkan i Korpo ändå var mycket små). Tegelbruket i Vikom låg på samma udde där färjfästet senare var beläget (fram till 1986 då bron över Norrströmmen invigdes). Druckis tegelbruk upphörde år 1848 och Vikom tegelbruk år 1856. I Vikom återupptogs tegeltillverkningen år 1899 på initiativ av Julius Fogelberg som lät bygga en ny anläggning. Bruket brann dock ner år 1911. Kalk brändes i Nagu endast för husbehov och i enkla stenugnar. De största fyndigheterna tycks ha funnits i Gyttja, Käldinge och Hangslax.

### Sågar
Sågar har i Nagu, liksom på andra orter, funnits i mindre skala i byarna. Den äldsta sågen i Nagu torde ha varit den i Druckis, som inledde sin verksamhet år 1784. Sågarna drevs oftast med vatten- eller ångkraft. Den största sågindustrianläggningen på 1800-talet fanns på Högsar och grundades av Alfred Mikael von Haartman år 1874. Den ångdrivna sågen var belägen i Kamskallviken och var en av de största i skärgården. Driften sköttes av en maskinist och sju sågarbetare. Sågen hade också en egen bogserbåt för att kunna sköta leveranser och samma ångfartyg gick även i passagerartrafik mellan Åbo och Nagu. Sågverksamheten varade endast i några år och sågen brann ner 10 år efter att den hade byggts. Den största sågen i Nagus historia var Nagu såg och kvarn Ab på Ernholm. Arbetskraften uppgick till omkring 40 personer, men även detta sågföretaget blev kortlivat: den arbetade 1947–1952.

### Hemslöjd
Hemslöjden var en viktig binäring i Nagu och socknen var bland annat känd för sina fina yllevävar. Redan på 1500-talet såldes linnelärft från Nagu via Åbo till Stockholm, där det marknadsfördes under namnet "Åbolärft" men när seglationen blev fri kunde Naguborna sälja linnetyget själva i Stockholm. Från 1500-talet framåt betalades skatt även i vadmal, som under flera sekel förblev en viktig hemslöjdsprodukt. Även hampa odlades och bearbetades till blångarn som såldes, men vävnad kom att förbli den viktigaste hemslöjden i Nagu. Under vintrarna satt de flesta kvinnor så ofta de hann vid vävstolen och åstadkom tyger av lärft, helylle och halvylle. Från Nagu såldes i mitten av 1850-talet 4222 alnar ylletyger till Åbo. Detta utgjorde 46% av den mängd stadsborna köpte från de närliggande socknarna.

### Faiance och Lerkärils Fabrique
Finland fick sin första keramiska manufaktur först i slutet av 1700-talet år 1762 i Hertonäs fajansfabrik, som öppnade en fabrik till i Alberga år 1798. Att änkan Maria Elisabeth Finkenberg från Käldinge gård i Nagu var den tredje i landet som anhöll hos regeringen om att, för sina omyndiga söners del, få grunda en "Faiance och Lerkärilsfabrique" i Nagu var alltså något mycket ovanligt. Mannen, Gustav Adolf Finkenberg, hade avlidit och eftersom Maria Elisabeth inte hade giftorätt till gården, måste hon ansöka om rättigheten i barnens namn. Hon var dotter till kofferdikaptenen Petter Claesson. Av honom ärvde hon både ett sinne för affärer och Thoras egendom samt kontanta medel. Finckenbergs fabrik döptes till Fortuna och startade sin verksamhet på Käldinge gårds marker år 1816. År 1839 hade sönerna Gustaf Adolf och Petter Arvid övertagit produktionen och anhöll om att få utvidga verksamheten med tillverkning av kritpipor. En fabriksbyggnad till uppfördes och produktionen av pipor pågick för fullt ända till slutet av 1860-talet, även om företaget i övrigt började få problem. År 1846 avled Petter Arvid och följande år modern Maria Elisabeth. Gustaf Adolf hade lyft ett lån från fattigkassan i Nagu för att förnya tillverkningen vid kakelfabriken och arrenderat ut fabriken till en svensk medborgare som inte klarade ut uppdraget utan snart flydde fältet. Gustav Adolf fortsatte driva fabriken  ensam, men Fortuna var förlustbringande. När han avled år 1867 lade hustrun Agatha Charlotte och dottern Margaretha Elisabet Charlotta ner verksamheten. När pipfabriken upphörde hade den varit igång i tre decennier, längre än något annat finländskt pipbruk. Under högkonjunkturen på 1850-talet hade kakelfabriken å sin sida, förutom de 5000–6000 kakel som fyllde torkställningarna som mest, producerat närmare 5000 fat, krukor, spillkummar, handfat, karotter, skålar, nattkärl, muggar, tallrikar, syltburkar och spanska vattenkrus. De sistnämnda var av en andalusisk modell som antagligen kommit till Nagu med sjömän.

### Sten

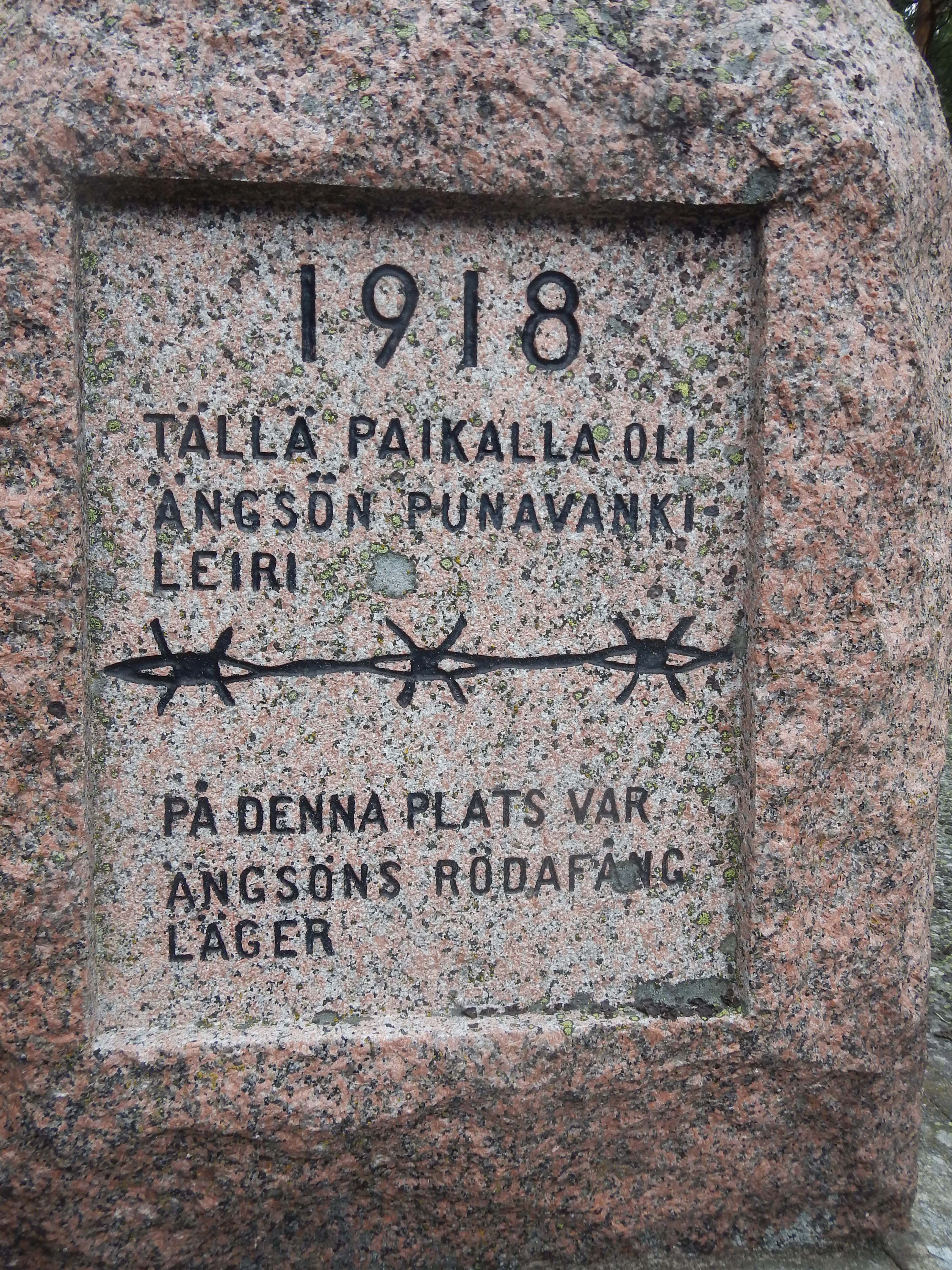
Märgeln på ön Kasan utvanns med hjälp av arbetskraft från ett fångläger för röda fångar på grannön Ängsö. På ön finns i dag en minnessten.

Sten började säljas från skärgården till städerna på 1800-talet när behovet av material för gatubeläggningen ökade. Dels plockades mindre stenar i Nagu och seglades till Åbo där de såldes som kullersten, dels uppstod stenbrott för granit. År 1914 började ett rysk-franskt bolag, Societé Russe de Construction, bryta sten i Mattnäs. Man bröt granitblock som bland annat gick på export till Reval (Tallinn), där den användes som kantsten vid kajerna. Stenbrottet i Mattnäs växte snabbt till en storindustri med 500 anställda, ångdrivna lyftkranar, vagnar som gick på skenor ner till stranden och ut på ångbåtskajen samt en större matbarack som byggdes på berget vid stranden mitt emot bönehuset. De flesta arbetare var finskspråkiga och kom från olika inlandssocknar. Flera av dem var hemma från Nykyrka utanför Viborg. De fick bo inhysta på olika håll i byn. Verksamheten upphörde år 1917. Ångpannan från stenbrottet blev senare ny ångpanna ombord på M/S Östern.

### Märgelfyndigheten på Kasaholm
På ön Kasan strax söder om Ängsö i Nagu har en av Finlands största fyndigheter av skalmärgel funnits. Skalmärgel är en lämning från litorinatiden och består av kalkrika snäckskal som såldes som gödsel. I december 1918 fann man på Kasabergets norra sluttning en enorm anhopning av skalkalk. När man fått bort skog och gruslager blottades en blåviolett snäckmylla, färgad av blåmusslan. Fyndigheten började utvinnas år 1919 av Suomen Lannoitusaine Oy och från Kasan byggdes en bro över till Tveskiftsholmen. En liten järnväg för gruvvagnar byggdes längs Kasans strand och över bron. Arbetskraften bestod av de röda fångar som placerats på Ängsö efter inbördeskriget 1918. När snäckskalen släpats över bron breddes de ut på berget för att torka. Anläggningen från 1920 omfattade också en kross och ett sikteri. De bearbetade snäckskalen lastades på galeaser och skeppades till fastlandet för att säljas. Mindre spår av kalkfabriken kan ännu ses på platsen. Ett minnesmärke över de röda fångarna finns på Ängsö. 	

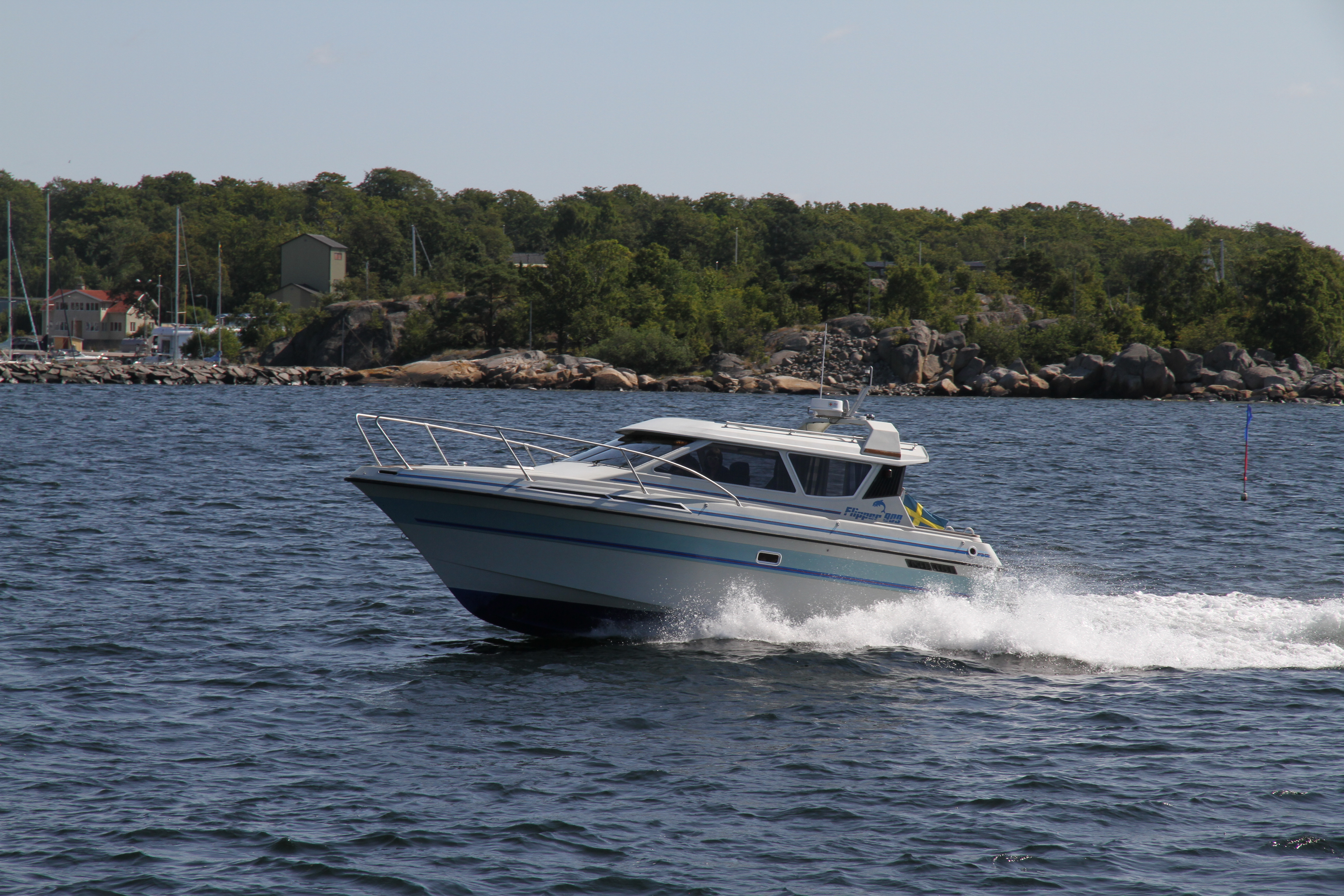
Flipperbåtarna var 1900-talets främsta industriprodukt från Nagu.

### NaBoats/ Flipper
Först år 1966 kan man säga att Nagus stolta båtbyggaranor fick en industriell fortsättning i och med att Harry Ölander då grundade plastbåtsföretaget NaBoats.Tillverkningen inleddes med en svensk segeljolle, "Örnjollen", men utvidgades småningom till 20 olika båtmodeller. NaBoats var Nordens största motorbåtstillverkare och hade på 1970-talet omkring 65 anställda i Nagu. Fabriken låg i Vikom, nära det dåvarande färjfästet. Företaget omvandlades år 1984 till ett aktiebolag med namnet Oy Flipper Boats Ab och fabriken i Nagu blev en av totalt fyra fabriker i koncernen. Tillverkningen av båtar i Nagufabriken lades så småningom ner.

## Servicenäringar

### Marknader, gårdfarihandlare och lanthandlar

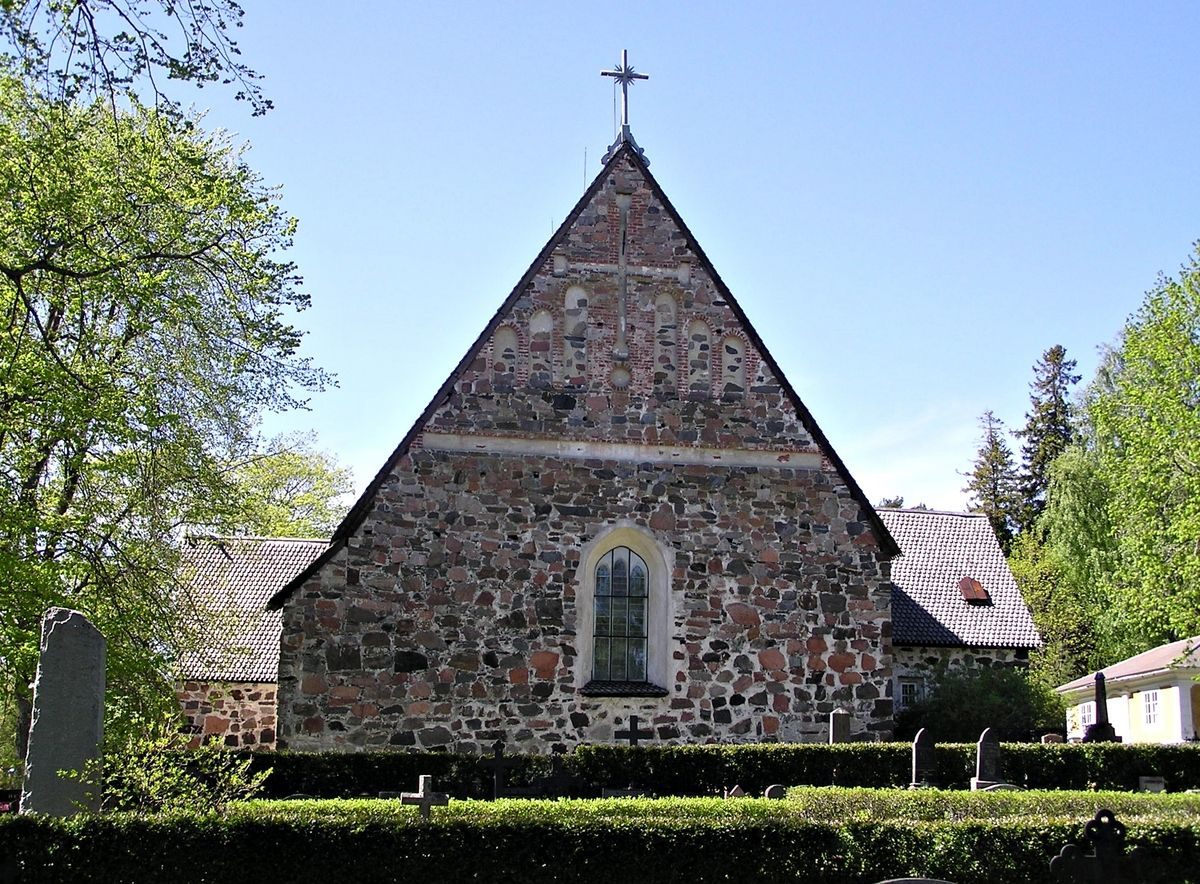
Marknad ordnades alltid vid Nagu kyrka efter Olofsmässan den 27 juli. Nagu kyrka från 1400-talet är helgad åt S:t Olof och S:t Henrik.

Sedan medeltiden hölls marknader i samband med de katolska kyrkohögtiderna. Nagus egen marknad hölls vid Olofsmässan den 27 juli på Kyrkbacken, men Naguborna deltog även i de stora marknaderna i Åbo och Helsingfors, samt i Uskela, Bjärnå, Pemar och Sagu. Marknaden i Uskela, som hölls på Åminne gårds mark invid Salo bro, var speciellt viktig för åbolänningarna.
	Innan förbudet mot att öppna lanthandlar upphävdes år 1859 var det vanligt med olaga lanthandel och gårdfarihandlare. De senare kom ofta från Ryssland och började dyka upp efter Freden i Fredrikshamn år 1809. De kunde vara borta hemifrån i flera år och lärde sig ofta finska och svenska rätt obehindrat. I den yttre skärgården rörde sig gårdfarihandlarna främst vintertid då de kunde gå över isarna. Många av dem lär ska ha övernattat på Borstö. Gårdfarihandlarna saluförde inte dagligvaror, men de sålde tyger, målade träföremål, planscher av den ryska kejsarfamiljen, knappar, hyskor, nålar, stumpeband, glaspärlor och så vidare. En gårdfarihandlare var infödd Nagubo, Kaffe-Kalle, född Karl Johansson i Väcklax. Kaffe-Kalle som omtalades för sina trollerier bodde som vuxen med sin familj på Bergebo i Finby och rörde sig med roddbåt runt i Nagu.
	Naguborna klarade sig länge enligt självhushållningens principer, men mot slutet av 1800-talet ledde det ökade välståndet till att även Naguborna ansökte om att få öppna lanthandlar för att kunna börja saluföra varor som inte gick att producera i socknen. År 1880 fanns det åtminstone tre lanthandlar i Prästgården by (Kyrkbacken) samt en i Strandby. På Kyrkbacken fanns det även två bagerier. Många fler lanthandlar öppnades runt om i socknen, men flera gick snabbt i konkurs. År 1881 grundade Anna Erika Eriksson butik på Kyrkbacken och drev den framgångsrikt i över tjugo år. År 1933 öppnade hennes son Moritz Eriksson butik i samma lokaler och huset kom att ha en lanthandel fram till 1980-talet. År 1948 öppnade Niilo Saarinen sin affär i Simonby, en affär som även den fanns kvar in på 1980-talet. På Pensar fanns handlande Stenbergs butik mellan åren 1959–1980. I Kirjais har det funnits lanthandel i olika form sedan 1880-talet. I dag är Kirjais bybutik öppen under sommarhalvåret. På Nötö öppnade den första butiken år 1889. Nötö blev år 1920 den första byn i Nagu att grunda ett handelslag, som på 1930-talet gick samman med Nagu Andelshandel på Storlandet. Nötö har i dag en butik som är öppen sommartid.

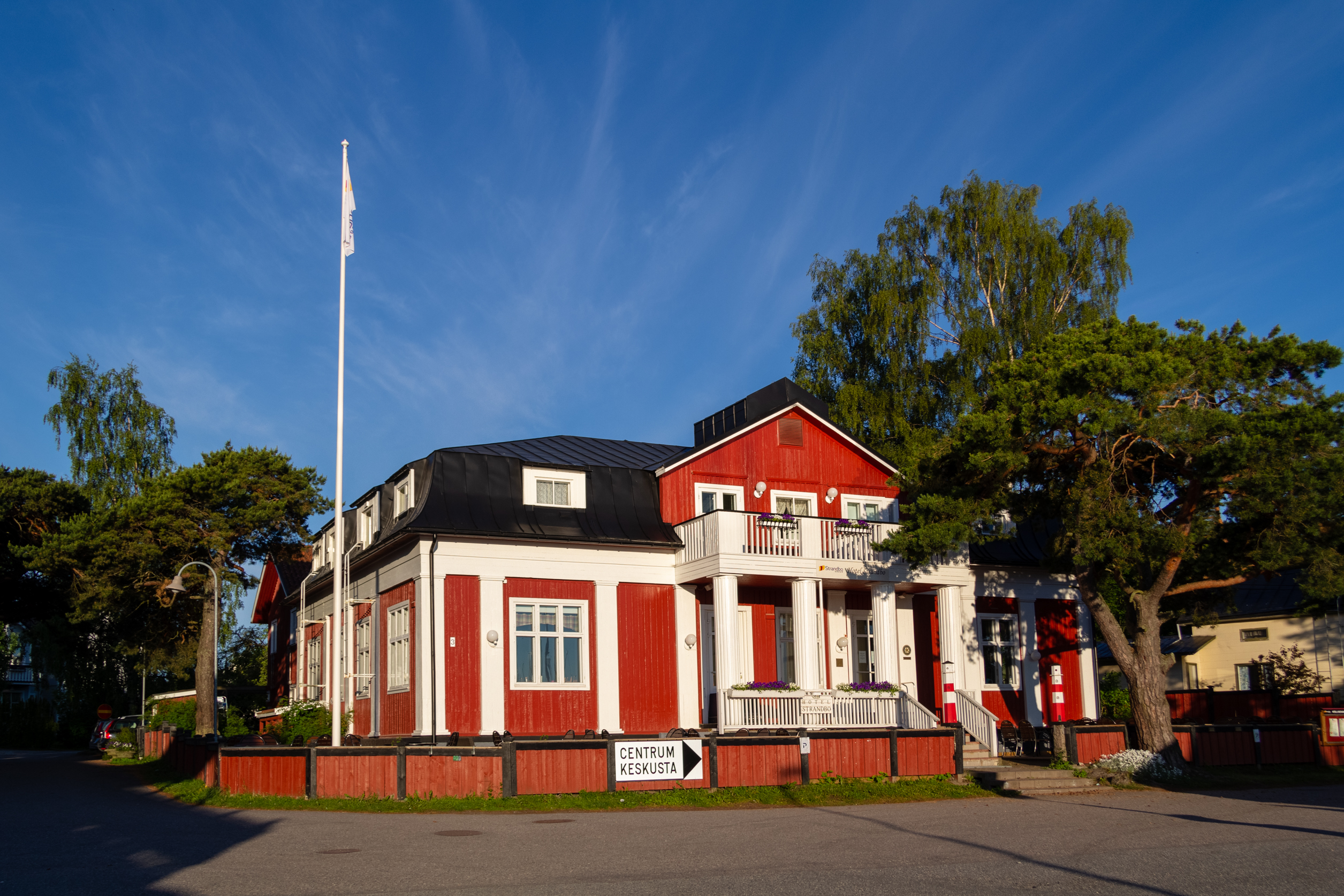
Nagu Andelshandels gamla huvudbyggnad från 1932. Arkitekt: Axel Mörne. Byggnaden är i dag hotell.

### Nagu Andelshandel
Andelslaget på Nötö väckte intresse på Stor- och Lillandet och redan samma år beslöt man grunda Nagu Andelshandel. Filialer till den tilltänkta andelshandeln på Kyrkbacken krävdes till Gyttja och västra Storlandet. Andelshandeln i Gyttja blev den första att öppna, vilket skedde 1922 (–1977). På Storlandet fungerade Andelshandeln många år i hyrda lokaler tills den nya huvudaffären byggdes år 1932 enligt Axel Mörnes ritningar. Intill Andelshandeln hade Ludvig Törnblom sitt bageri. Filialer till handeln i Kyrkbyn öppnades i Risis (1923–1973) och i Galls (1930–1959). Andelshandeln hade också butiksbil under åren 1959–1985. Butiksbåt fanns i Nagu under åren 1958–1972. När Skärgårdsvägen kom till Nagu, och drogs över ängarna bakom kyrkbyn, var Andelshandelns hus vid stranden plötsligt både gammaldags och avsides. År 1961 öppnades det nya affärshuset på Kyrkbacken, Öboden. Affären har bytt ägare och namn flera gånger och hetat både T-Market Ettan och Blömans Spar Market för att i dag ingå i S-gruppen och bära namnet Sale.

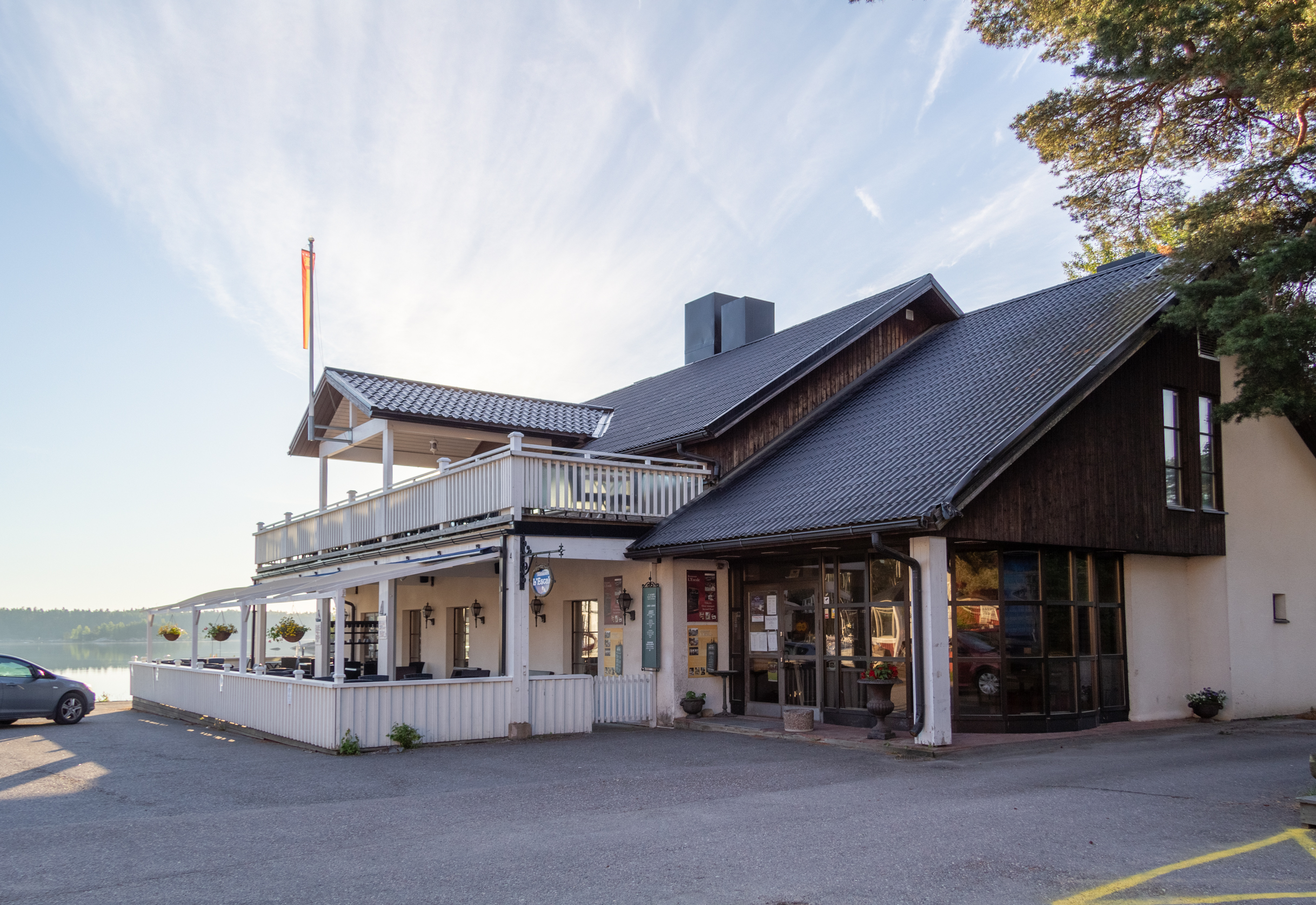
Restaurant L'Escale blev den första moderna restaurangen i Nagu. Den öppnade år 1987 i Andelshandelns gamla lagerbyggnad i hamnen på Kyrkbacken.

### Krogar och gästgiverier
Under 1500-talet fungerade länsmansgårdarna som gästgiverier. I Nagu fanns en krog, åtminstone under 1700-talet, men inget gästgiveri. Krogen fanns på Ernholmssidan ovanför bron mellan Ernholm och Kyrkbacken, vilket har gett bron sitt namn, Krogbron. För prästerskapet var krogen en nagel i ögat och krogen revs därför år 1799. Att gästgiveri fortfarande saknades noterades av länsmannen i Nagu år 1860. Ortens ämbets- och tjänstemän samt de tre byamännen i Mielis skötte skjutsarna och därigenom de åtaganden som gästgiveriet annars hade haft hand om. Arrangemanget var opraktiskt och efter 1860 började man jobba för att öppna ett gästgiveri i Finby, något man senare lyckades med. Det första lunchstället i Nagu blev Marthornas pensionat, nuvarande Gästgiveri Martha, vid Kyrkvallen. År 1987 öppnade Restaurant L'Escale i Andelshandelns gamla lagerbyggnad i hamnen och följande år inledde Hotell Strandbo sin verksamhet i Andelshandels gamla huvudbyggnad där intill. Sedan 1980-talet har Nagu utvecklats till en central ort inom besöksnäringen i skärgården.

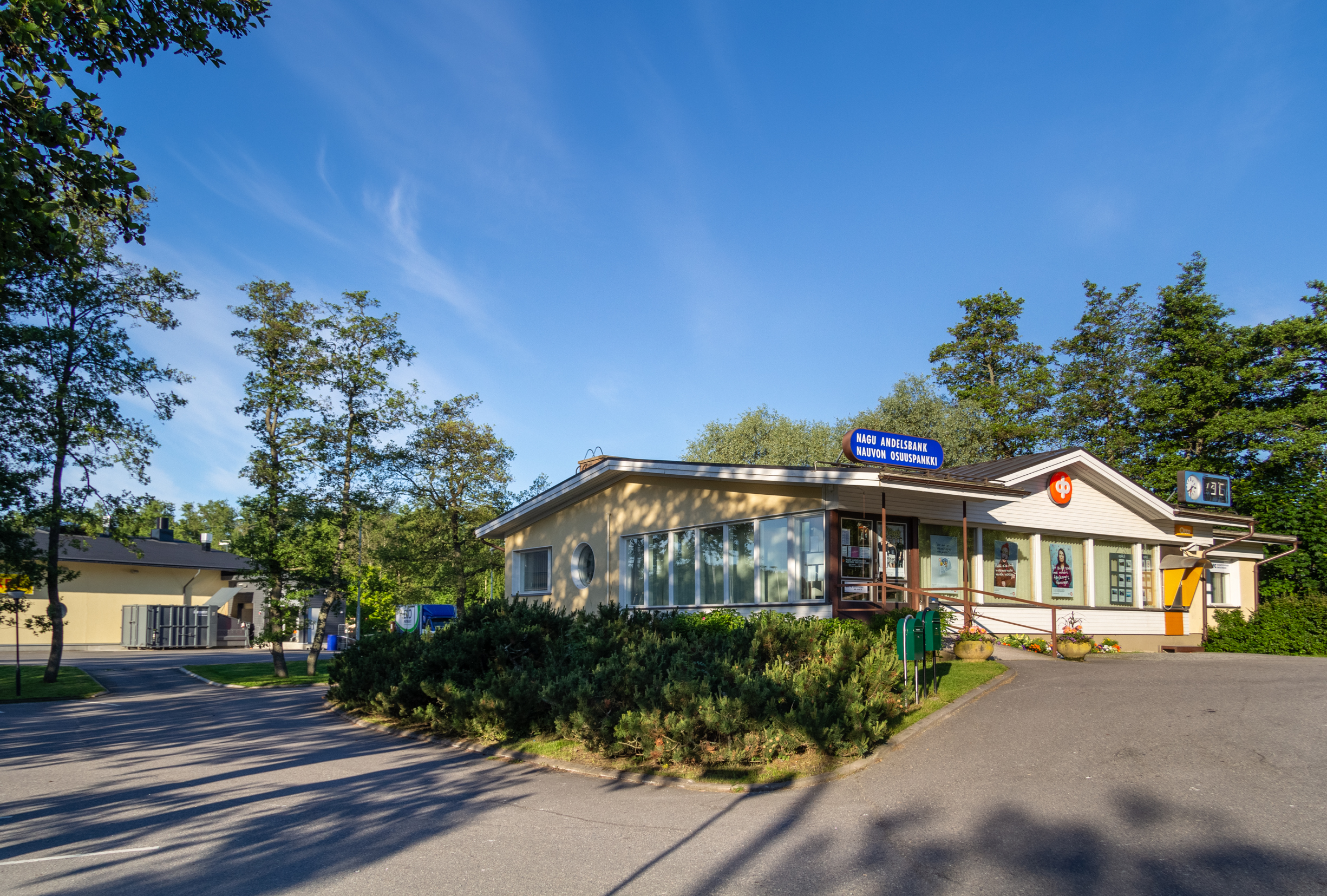
Den ena av Nagus två kvarvarande banker i sitt hus från 1960-talet vid Skärgårdsvägen på Kyrkbacken.

### Bankväsendet
Nagu sparbank grundades år 1904 och inledde sin verksamhet år 1907. Fram till 1925 hade banken öppet en timme varje lördag och den var inhyst i sockenstugan, nuvarande Kommunalstugan. Öppethållningstiderna utvidgades och från 1951 framåt hade man öppet alla helgfria dagar. År 1955 flyttade Sparbanken till sitt nybyggda hus nordväst om kyrkmuren och blev granne med posthuset (nuvarande Sjöfartshuset). Redan år 1967 flyttade man till följande nybygge som låg intill Skärgårdsvägen. Huset inrymmer i dag apotek och bank, men Nagu sparbank fusionerades först med de andra sparbankerna i Väståboland till Skärgårdssparbanken och såldes senare till Aktia. 		
	Nagu Andelsbank har sin bakgrund i Nagu Andelskassa som grundades av Nagu Lantmannagille år 1923. Banken sköttes länge, utan vare sig lokaler eller öppethållningstider, av bokföraren Erik Korsström i Korsnäs som gick eller cyklade runt från by till by så att folk kunde sätta in pengar. År 1941 flyttade Andelskassan in i Andelshandelns byggnad i hamnen och 1954 till ett egnahemshus på Ernholm. År 1961 flyttade banken till eget nybyggt hus på Kyrkbacken och öppnade även en filial på Nötö. 		
	Även Nagu Andelshandel, senare Öboden, hade egen sparkassa och Postbanken hade verksamhet i Nagu så länge Postens eget kontor fanns kvar.